# Transport en commun en Île-de-France
Les services de transport en commun en Île-de-France sont constitués essentiellement par les réseaux de métro, RER, train, tramway/tram-train et d'autobus. Ils desservent l'ensemble de la région Île-de-France et sont gérés par Île-de-France Mobilités, l'autorité organisatrice des transports en commun de la région. En 2020, ils permettaient de réaliser près de 9,4 millions de déplacements par jour.

## Historique

### Des «Omnibus» au tramway des années 1990

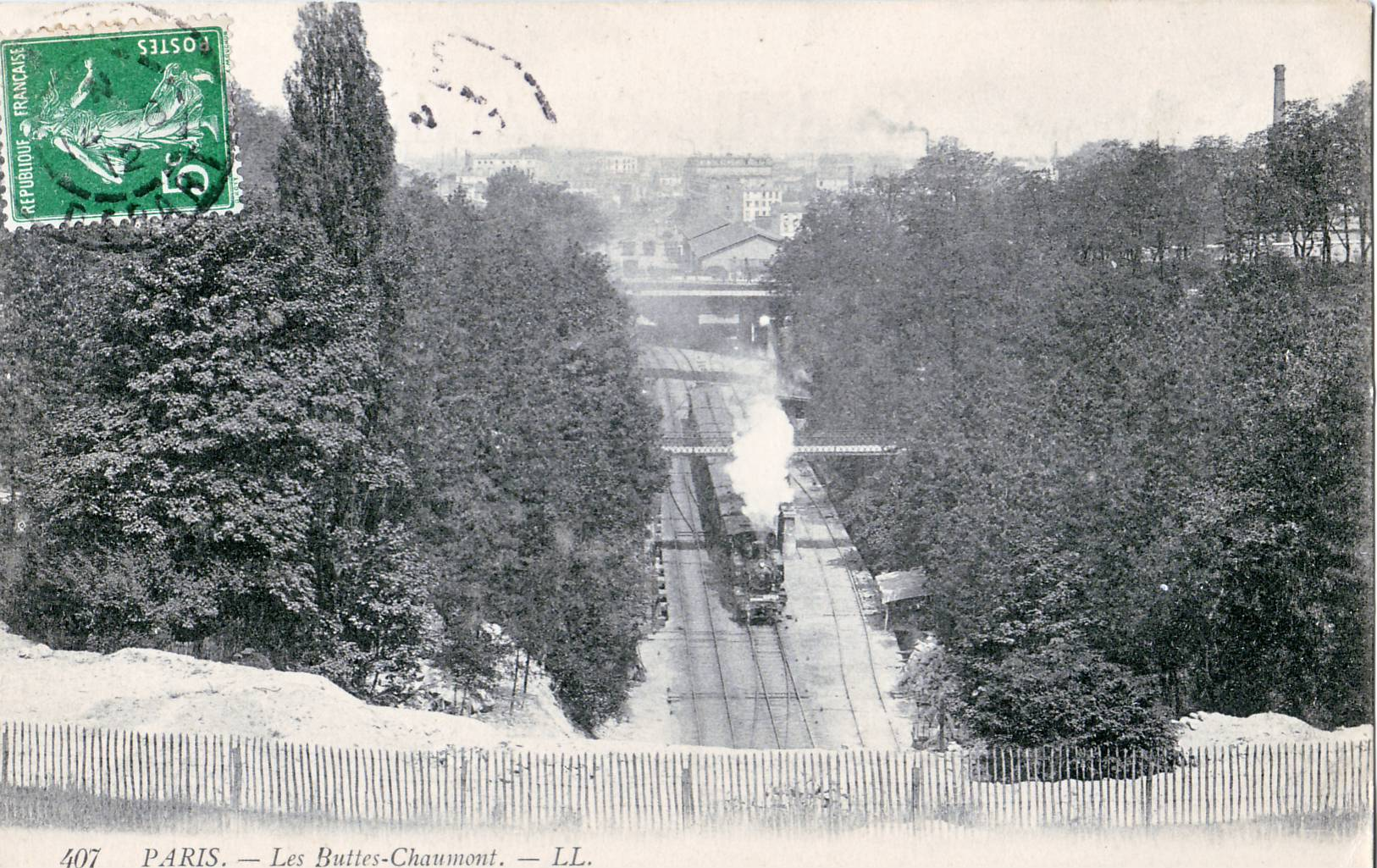
La ligne de Petite Ceinture en 1912.

Les premiers transports en commun parisiens furent les « Omnibus », des voitures à cheval, en 1828. Les premiers tramways tirés par des chevaux (tramways hippomobiles) apparurent en 1855 ; les tramways à vapeur et à air comprimé firent leur apparition un peu avant 1880 avant d'être progressivement remplacés par des tramways électriques à partir de 1892.
La première ligne ferroviaire de la région fut inaugurée en 1837 entre Paris et Le Pecq. Les années qui suivirent virent la construction d'un certain nombre de gares parisiennes, toutes en terminus.
La construction d'un réseau local de transport ferroviaire donna lieu à d'intenses discussions au cours de la deuxième moitié du XIXe siècle. Une première tentative limitée eut lieu en 1875 avec l'ouverture de la ligne de Petite Ceinture. La construction de l'actuel métro parisien fut décidée en 1896 ; la première ligne reliant Porte de Vincennes à Porte Maillot (sur le trajet des actuelles lignes 1 et 2) fut ouverte en 1900.
À partir des années 1930, les tramways furent progressivement remplacés par des bus ; ils disparurent complètement dans les années 1950.
Le SDRIF de 1994 préconise le renforcement des tangentielles routières (bouclage de l'A86, création de voiries souterraines à Paris) et de radiales de transport en commun structurés en trois niveaux hiérarchisés : un réseau principal constitué d’infrastructures à grand gabarit (EOLE, METEOR et ESOPE entre la gare Montparnasse à la gare Saint-Lazare) ; un réseau de métro étendu, comportant une rocade nouvelle en proche couronne (ORBITAL) ; un réseau complémentaire de transport en site propre (tramway, lignes de bus en sites protégés).
Les années 1960 virent s'étendre rapidement l'agglomération parisienne ; pour y répondre, les dessertes banlieue - Paris furent améliorées, avec la création des lignes du réseau express régional d'Île-de-France (RER) et l'amélioration des lignes de banlieue existantes.
Actuellement, la tendance est aux projets de desserte de banlieue à banlieue, qui a conduit à la réintroduction du tramway en Île-de-France à partir de 1992, puis ultérieurement aux tangentielles et au Grand Paris Express, un projet de quatre nouvelles lignes de métro automatique autour de Paris, et de l'extension de deux lignes déjà existantes.

### Années 2020
Le début de la décennie 2020 est marqué par la Pandémie de Covid-19 en France et la baisse de fréquentation dans les transports en Île-de-France. En 2020, durant le premier confinement, seuls 10 % des voyageurs transportés avant la crise prennent quotidiennement les transports en commun. En 2021, la fréquentation est de 90 % de voyageurs transportés quotidiennement, en comparaison avec 2019.
En décembre 2022, Île-de-France Mobilités vote le retour à l’offre de transport d’avant Covid, ainsi qu’une augmentation des tarifs de près de 10 %. Cependant, des difficultés de recrutement font qu’en mars 2023, l’offre n’est toujours pas rétablie.
Fin juin 2023, d’importantes émeutes en France obligent l’autorité organisatrice à interrompre pour plusieurs jours de nombreux réseaux de bus et de tramways au delà de 21 h. Certains réseaux en Essonne, notamment ceux de Corbeil-Essonnes et de l’agglomération Cœur d’Essonne sont totalement interrompus du 29 juin au 2 juillet 2023.

### L'expérience fluviale

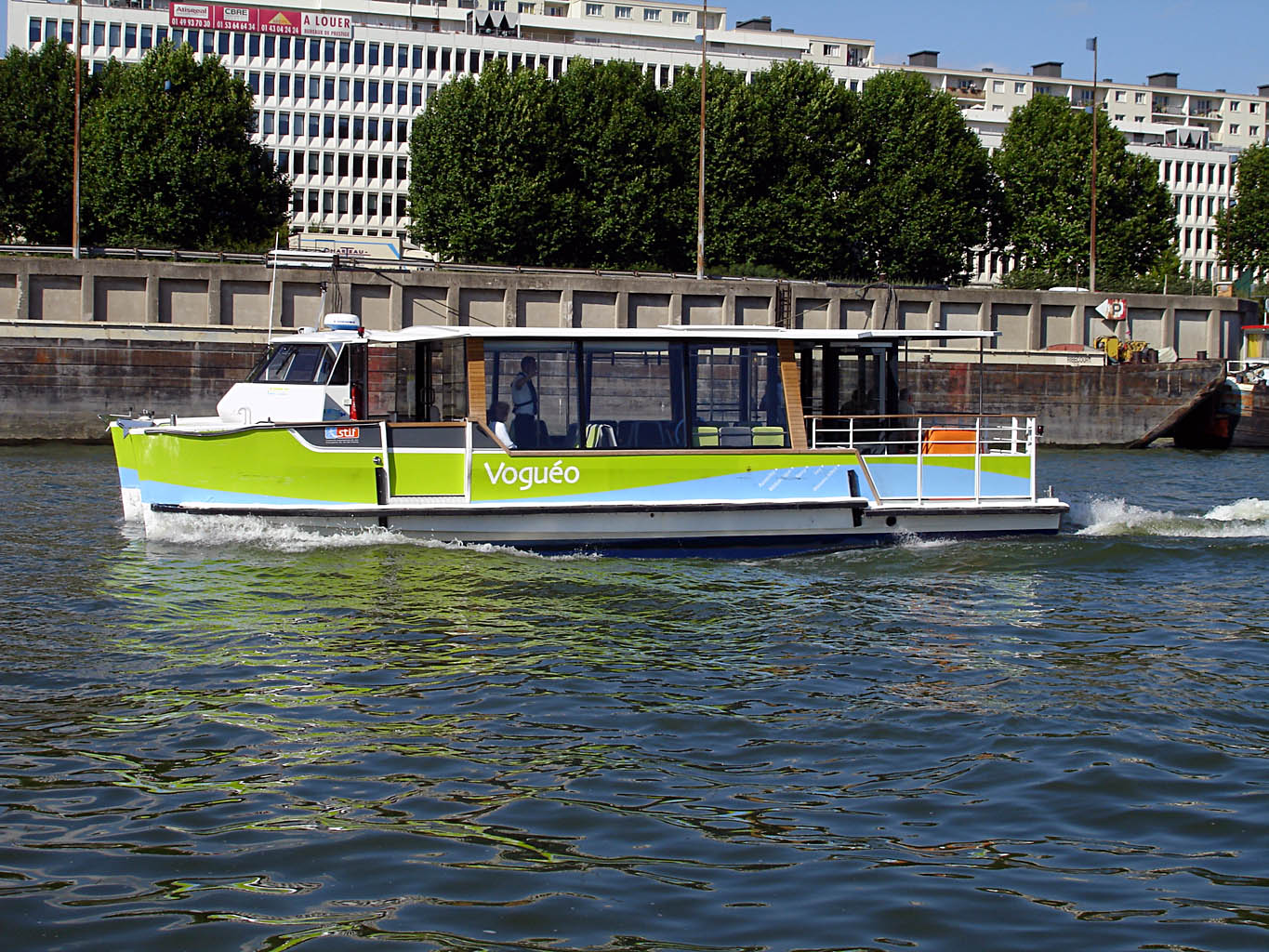
Un bateau Voguéo en 2008.

À la fin des années 2000, le syndicat des transports d'Île-de-France (STIF), autorité organisatrice des transports en commun franciliens, avait lancé l'expérimentation d'une navette fluviale dénommée « Voguéo ». Elle reliait la gare d’Austerlitz à Paris à l'École vétérinaire de Maisons-Alfort. À l'origine de trente-cinq minutes, le temps de parcours moyen a été réduit à vingt-huit minutes dès l'année suivante. Terminé en 2011, le service devait reprendre avant la fin 2013 sous la forme d'un réseau fluvial de trois lignes, mais le projet a finalement été abandonné pour des questions de coût,.
Depuis 1989, le batobus dessert toutefois les endroits caractéristiques de Paris sur la Seine.

Plan de la ligne Voguéo.

## Autorité organisatrice
Île-de-France Mobilités (anciennement Syndicat des transports d'Île-de-France) organise, coordonne et finance les transports publics de voyageurs en Île-de-France. Il définit entre autres les conditions générales d’exploitation, crée les titres de transport et fixe les tarifs. Il définit aussi l’offre de transport et le niveau de qualité des services, dans le cadre de contrats signés avec les entreprises.
L'autorité organisatrice a adopté une livrée pour les transports publics franciliens au début des années 2010, à base de gris métallisé dit « vif-argent », avec la signature du STIF. Cette livrée s'insère à travers la livrée des exploitants avec par exemple un mélange gris-vert jade pour une ligne exploitée par la RATP ou gris-Carmillon pour une ligne SNCF.

Galerie de photographies
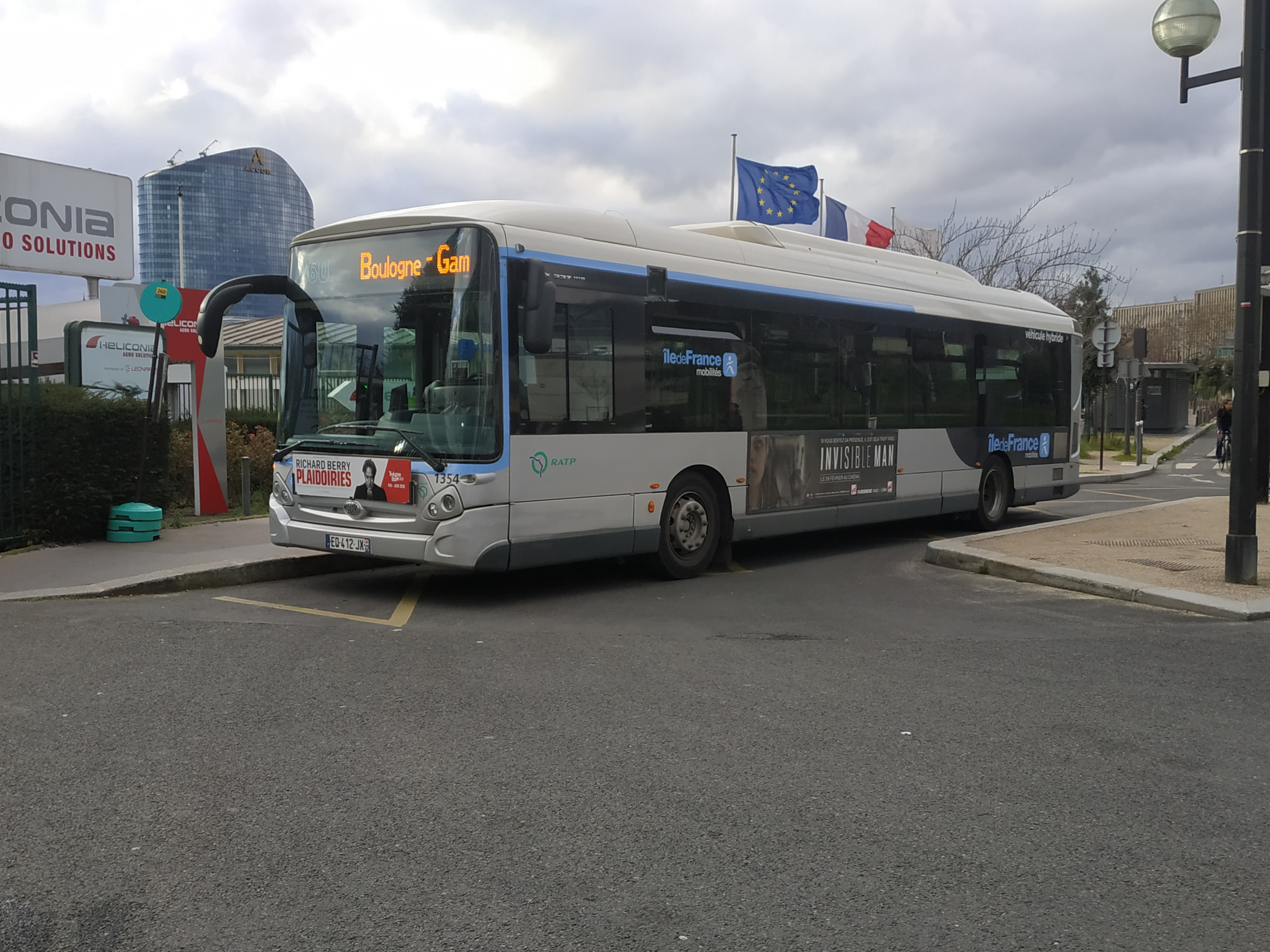
Bus de la RATP, en février 2012.
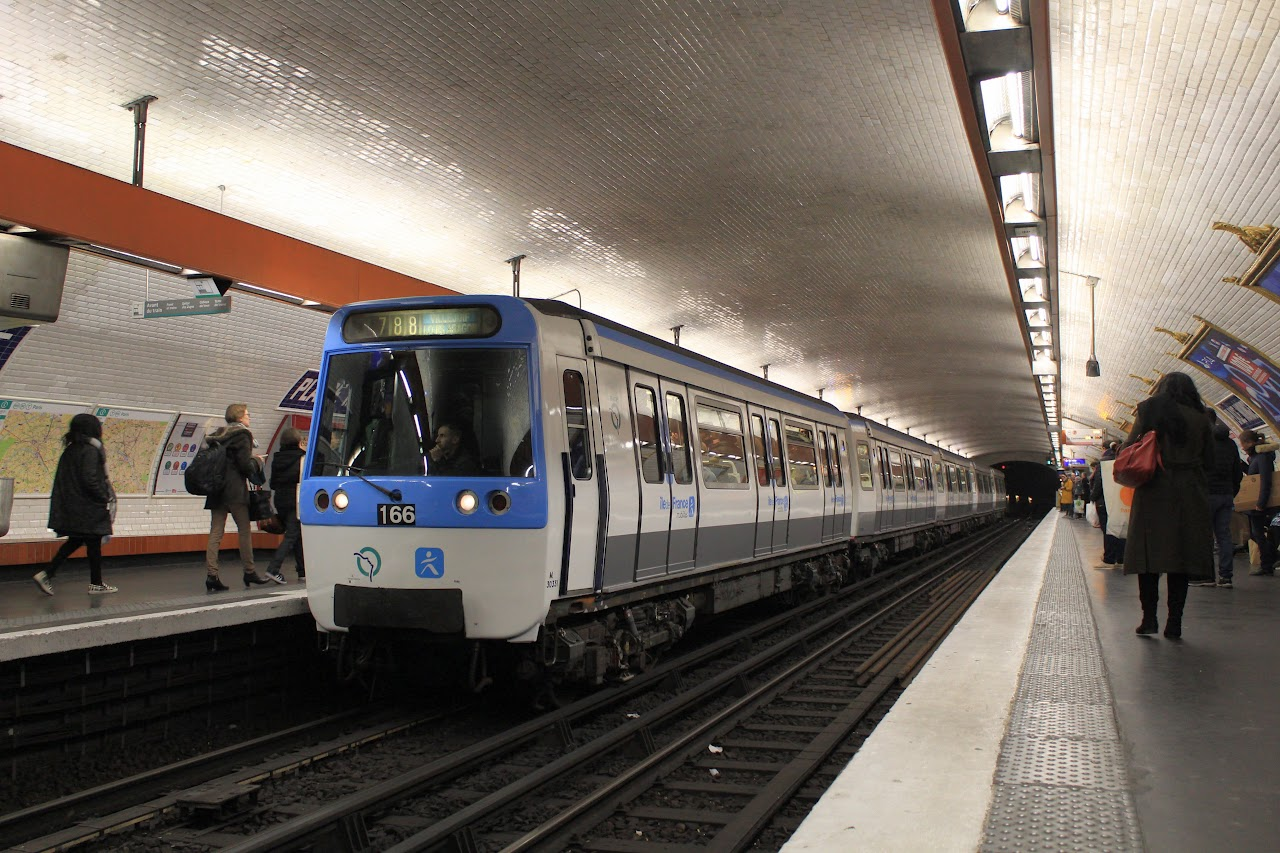
Rame rénovée de la ligne 7 du métro, en décembre 2018.

- Car de la ligne Express Persan – Roissy, en mai 2011.
- Rame MI 09, à la Défense,
en mars 2012.
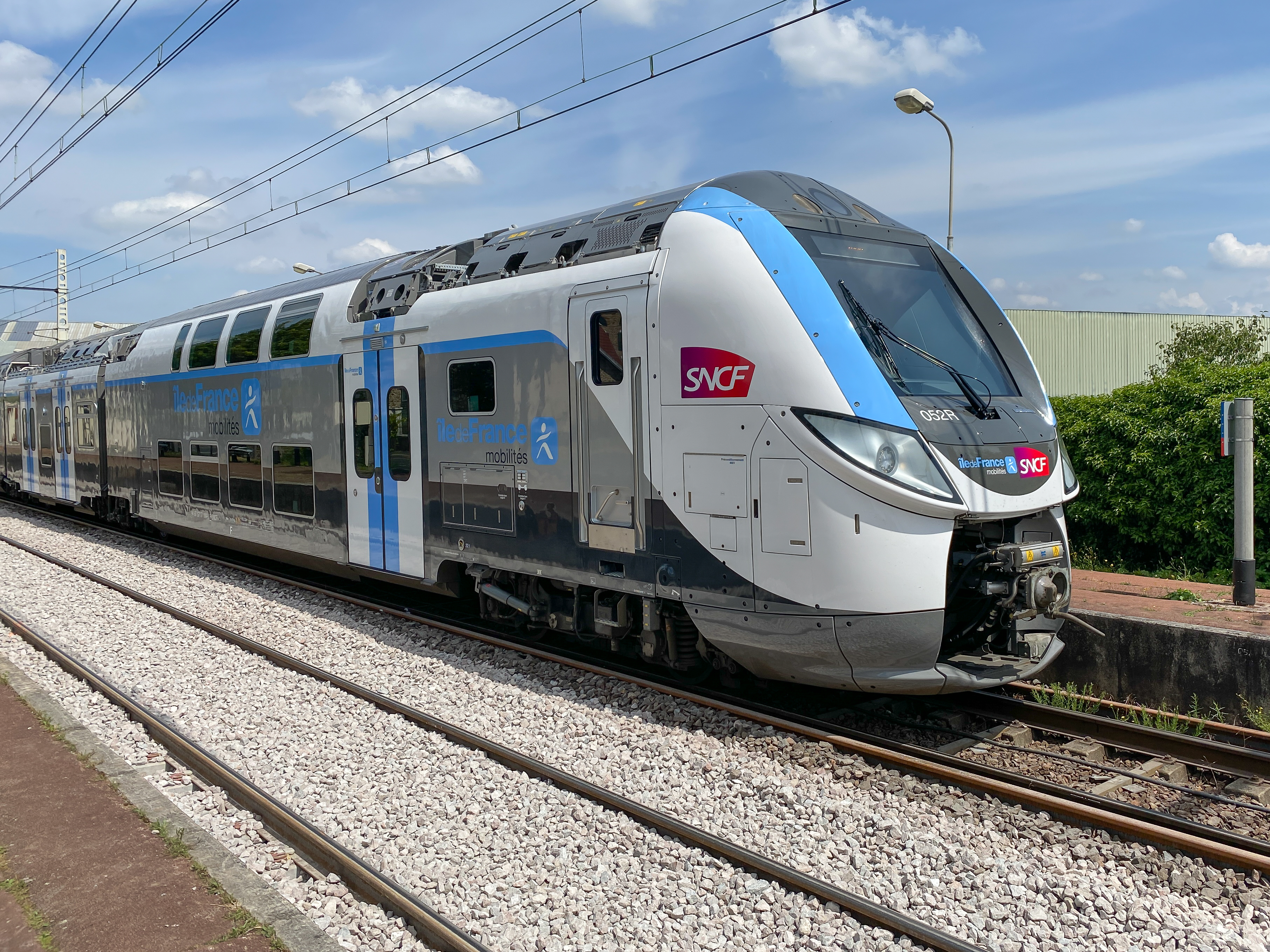
Rame Z 50000, en mars 2010.
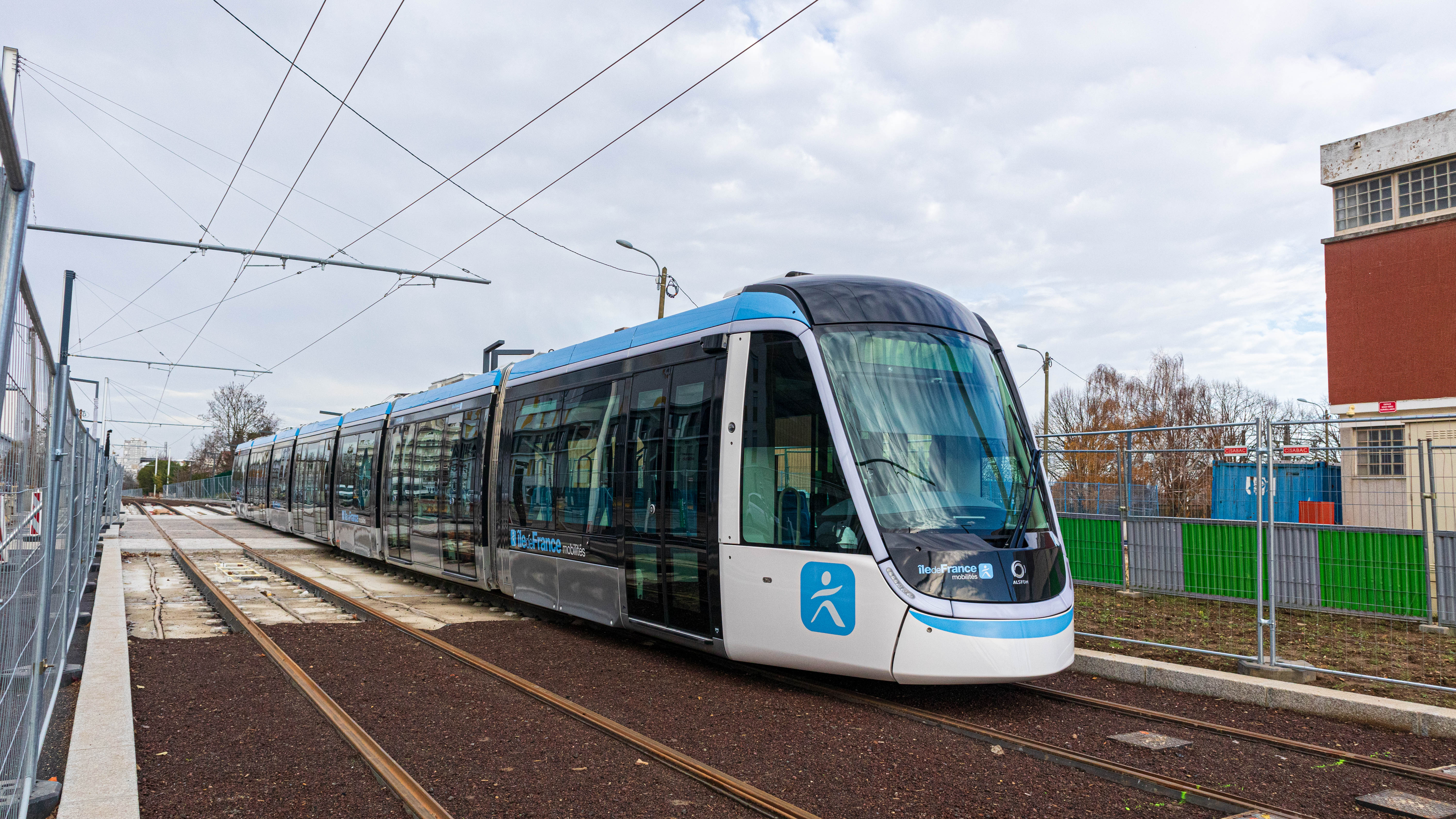
Rame Citadis 405, en décembre 2019 sur la ligne T9.

À compter de 2017, une livrée composée de bleu et de gris apparaît sur le réseau de transport en commun francilien en lien avec les couleurs de la nouvelle identité d'Île-de-France Mobilités. Cette dernière étant devenue propriétaire du matériel roulant et de par l'ouverture à la concurrence des transports en commun franciliens, les couleurs de l'autorité organisatrice deviennent majoritaires, l'exploitant n'étant représenté que par son logo. Elle est progressivement déployée avec la livraison de nouveaux matériels roulants ou rénovés.

Galerie de photographies
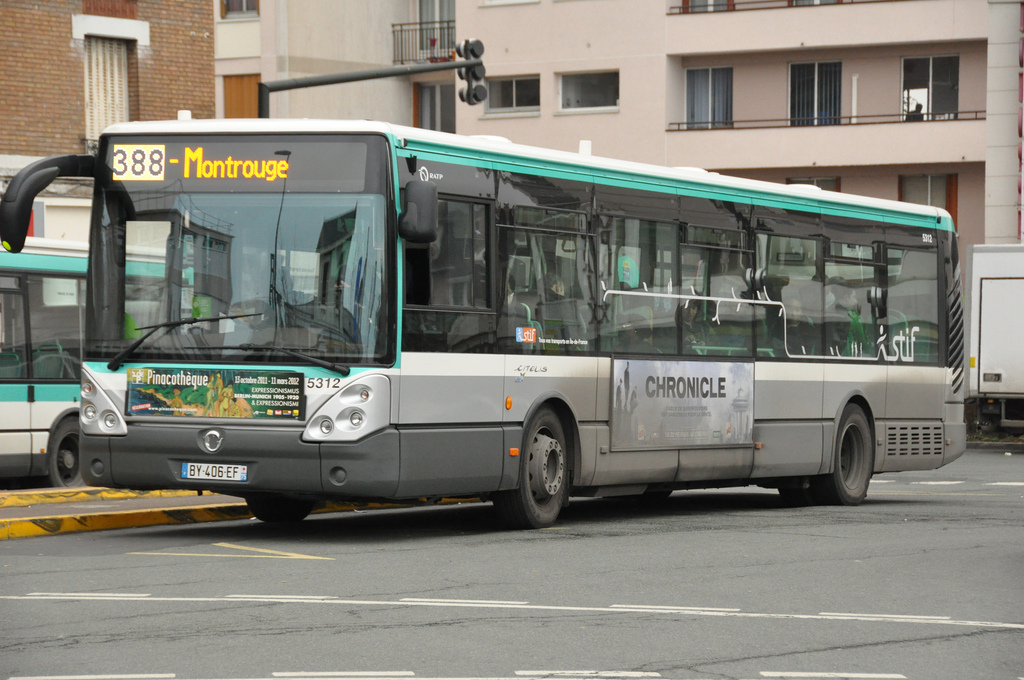
Bus de la RATP, en février 2020.
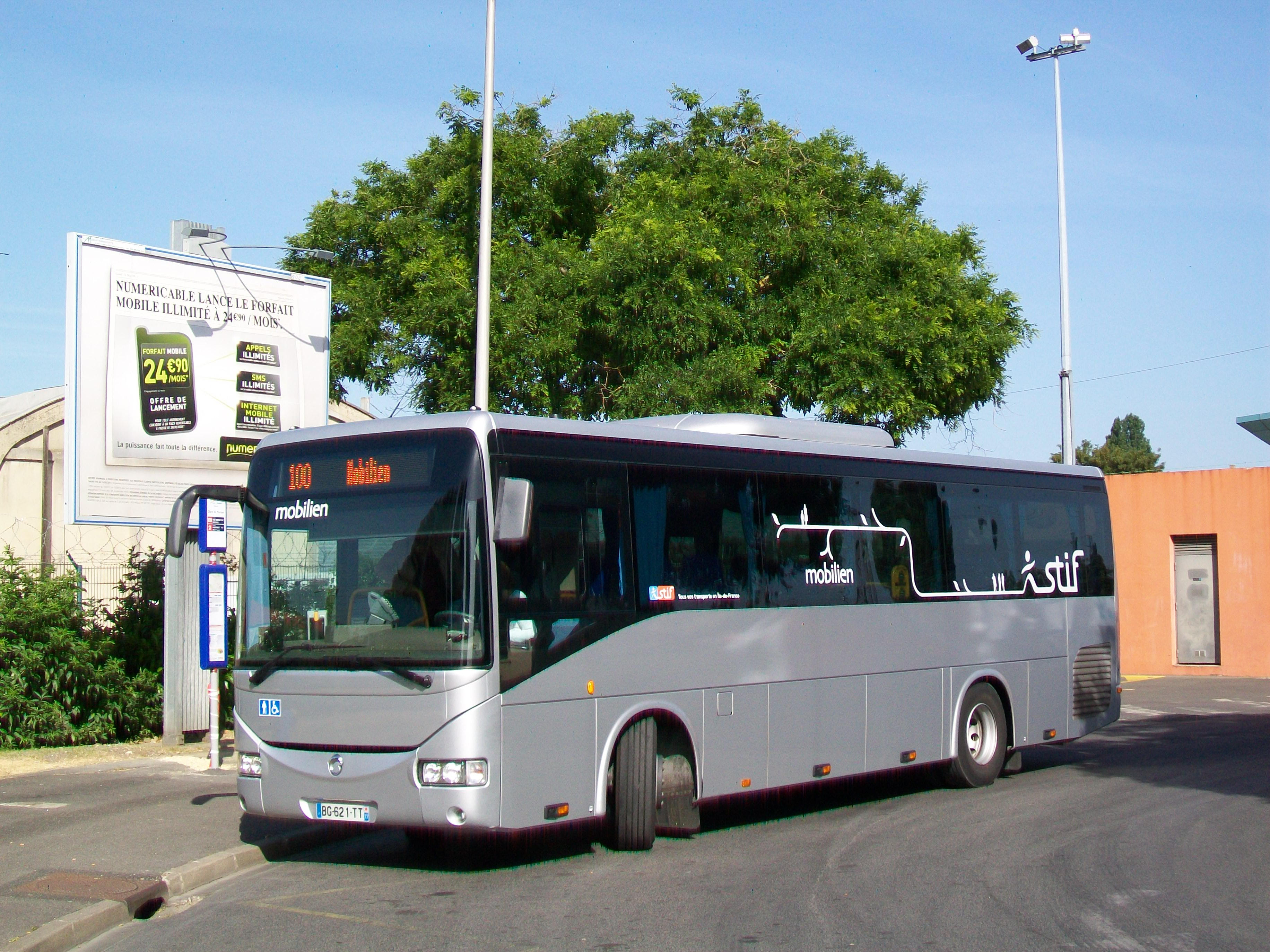
Car de la ligne Express Persan – Roissy, en mai 2011.
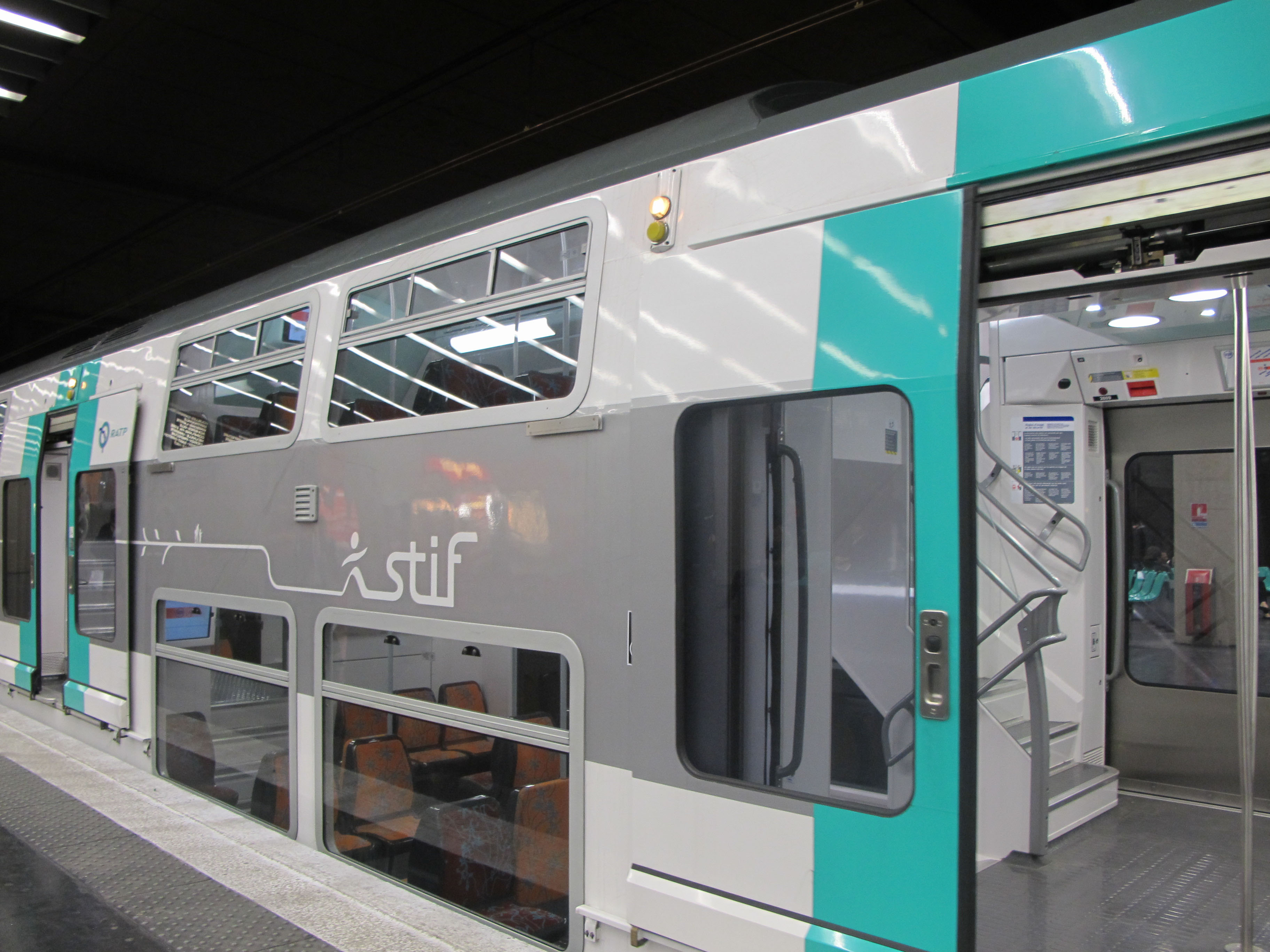
Rame MI 09, à la Défense, en mars 2012.

- Rame rénovée de la ligne 7 du métro, en décembre 2018.
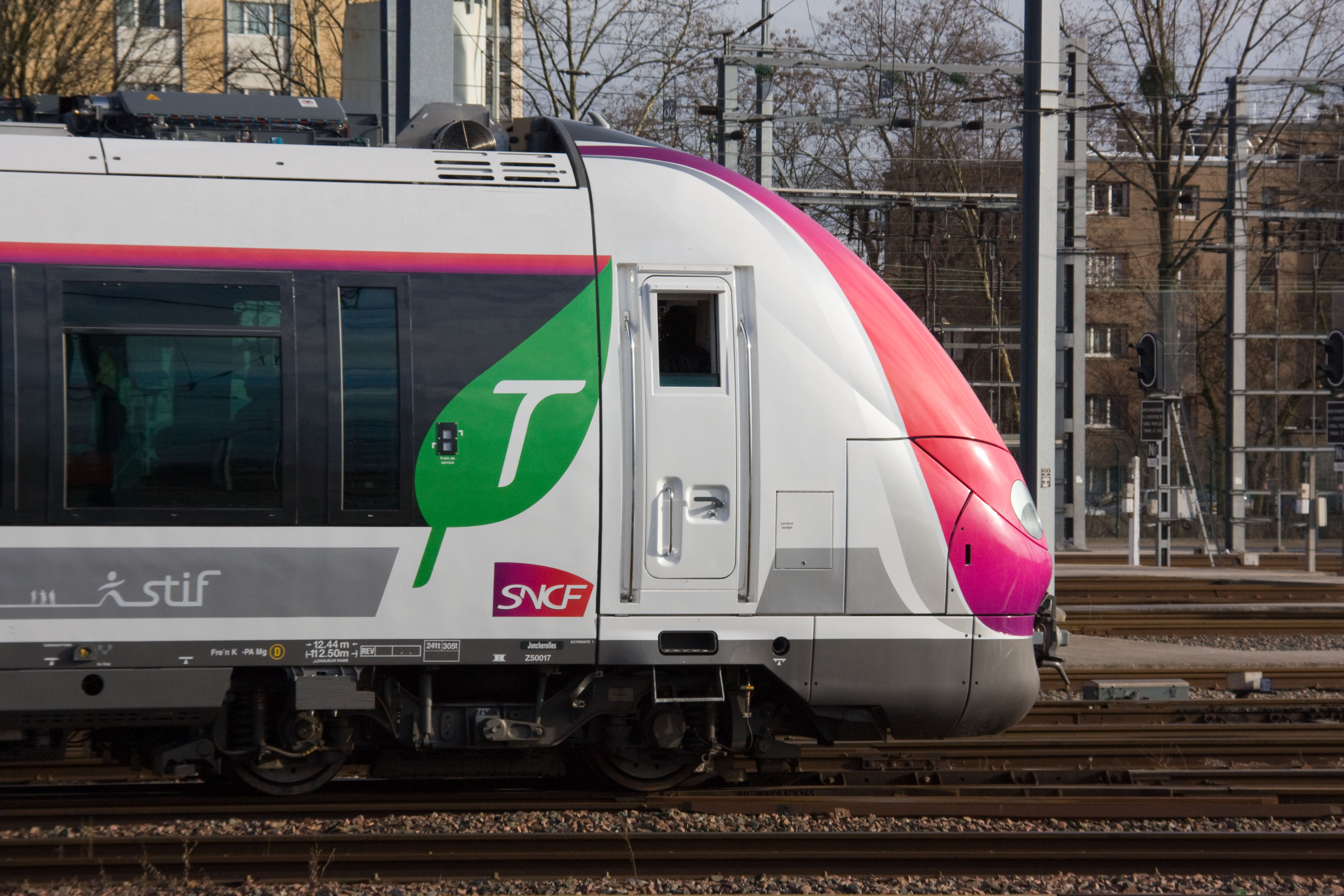
Rame Z 57000, en juin 2020.
- Rame Citadis 405, en décembre 2019 sur la ligne T9.

## Réseau actuel

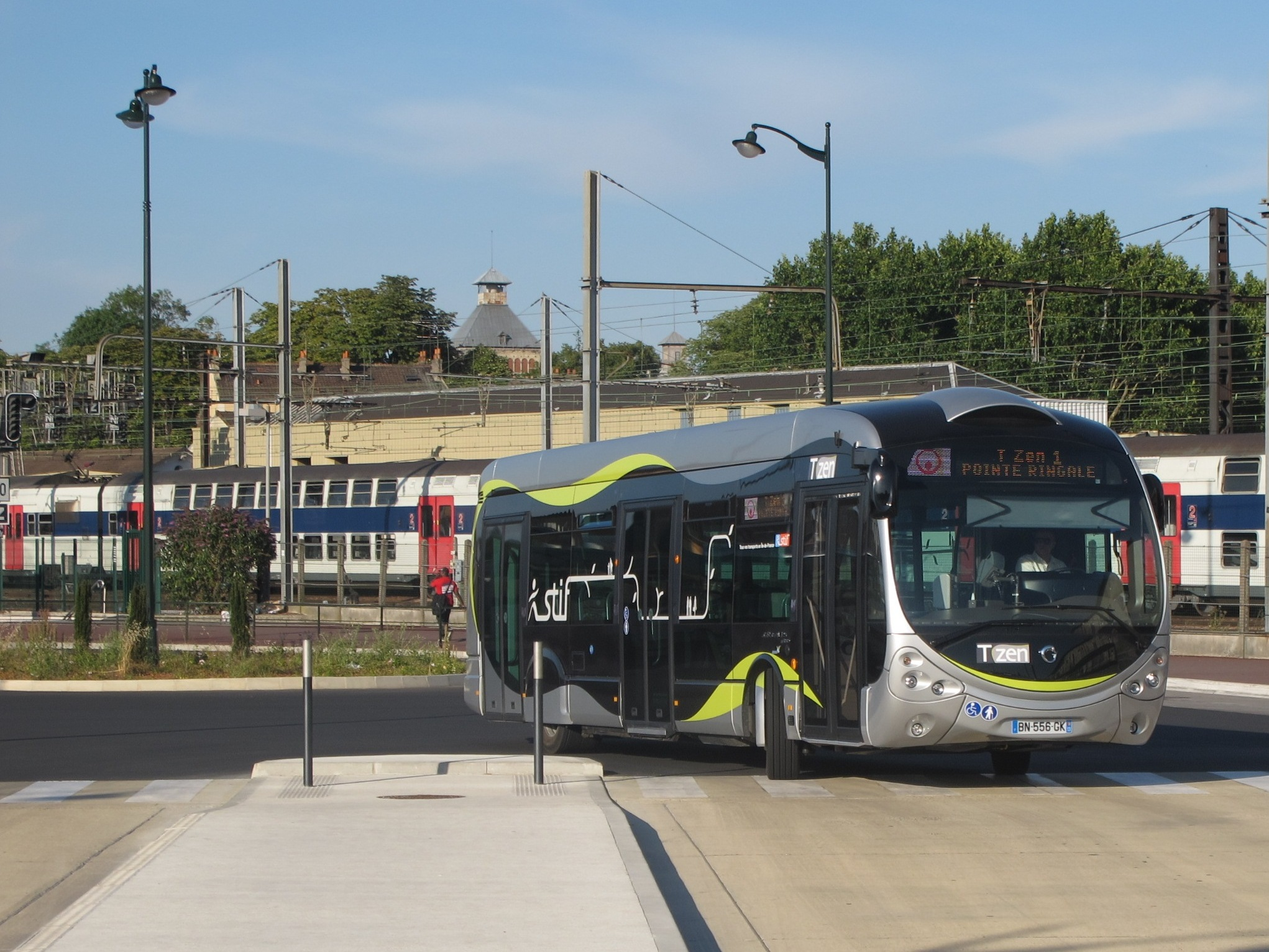
Bus Irisbus T Zen au premier plan et une rame Z 20500 (Z 2N) du RER D en arrière-plan, à la gare de Corbeil-Essonnes, en juillet 2011.

Les transports en commun de la région offrent plusieurs modes de transports distincts. La ville de Paris et sa proche banlieue sont desservies par le métro, système ferroviaire où les stations sont très proches. Au-delà des limites de la ville, l'Île-de-France est couverte par les lignes du RER et celles du Transilien, créant un réseau ferroviaire étendu. L'offre est complétée localement par un réseau de lignes d'autobus et par une dizaine de lignes de tramways.

### Exploitants
Les transports en commun d'Île-de-France sont exploités par plusieurs sociétés suivant les lignes et les modes de transports, constituées ou représentées par :
- la RATP, entreprise publique, qui exploite des modes de transports couvrant Paris et sa proche banlieue (métro, bus, partiellement les lignes A et B du RER ainsi que les lignes de tramway T1, T2, T3a, T3b, T5, T6, T7 et T8) ;
- la SNCF, entreprise publique ferroviaire nationale, qui exploite les trains de banlieue sur les lignes H, J, K, L, N, P, R et U du Transilien, ainsi que, en totalité, sur les lignes C, D et E du RER, partiellement sur les lignes A et B de ce réseau, ainsi que les tramways de la ligne T4 ; les lignes T11, T12 et T13 sont exploitées par sa filiale Transkeo ;
- l'association Optile qui regroupe près d'une centaine d'entreprises privées exploitant des lignes de bus régulières, essentiellement en moyenne et grande banlieue.

L'ouverture à la concurrence de l'exploitation des lignes de transport est prévue a commencé en 2021 pour les lignes de bus, et commencera en 2029 pour les tramways, et en 2039 pour les lignes de métro et RER existantes. Les lignes nouvelles sont mises en concurrence à partir de 2020 dès leur ouverture : ligne T9 et ligne T10, CDG Express, ligne 15 sud du Grand Paris Express. En 2019, Keolis, filiale de la SNCF, est choisi pour exploiter la ligne T9, et en 2021, RATP Cap Île-de-France, filiale de la RATP, est choisie pour la ligne T10. En 2023, le groupement Keolis-SNCF Voyageurs est choisi pour les lignes T4, T11, et Esbly - Crécy.

### Infrastructures

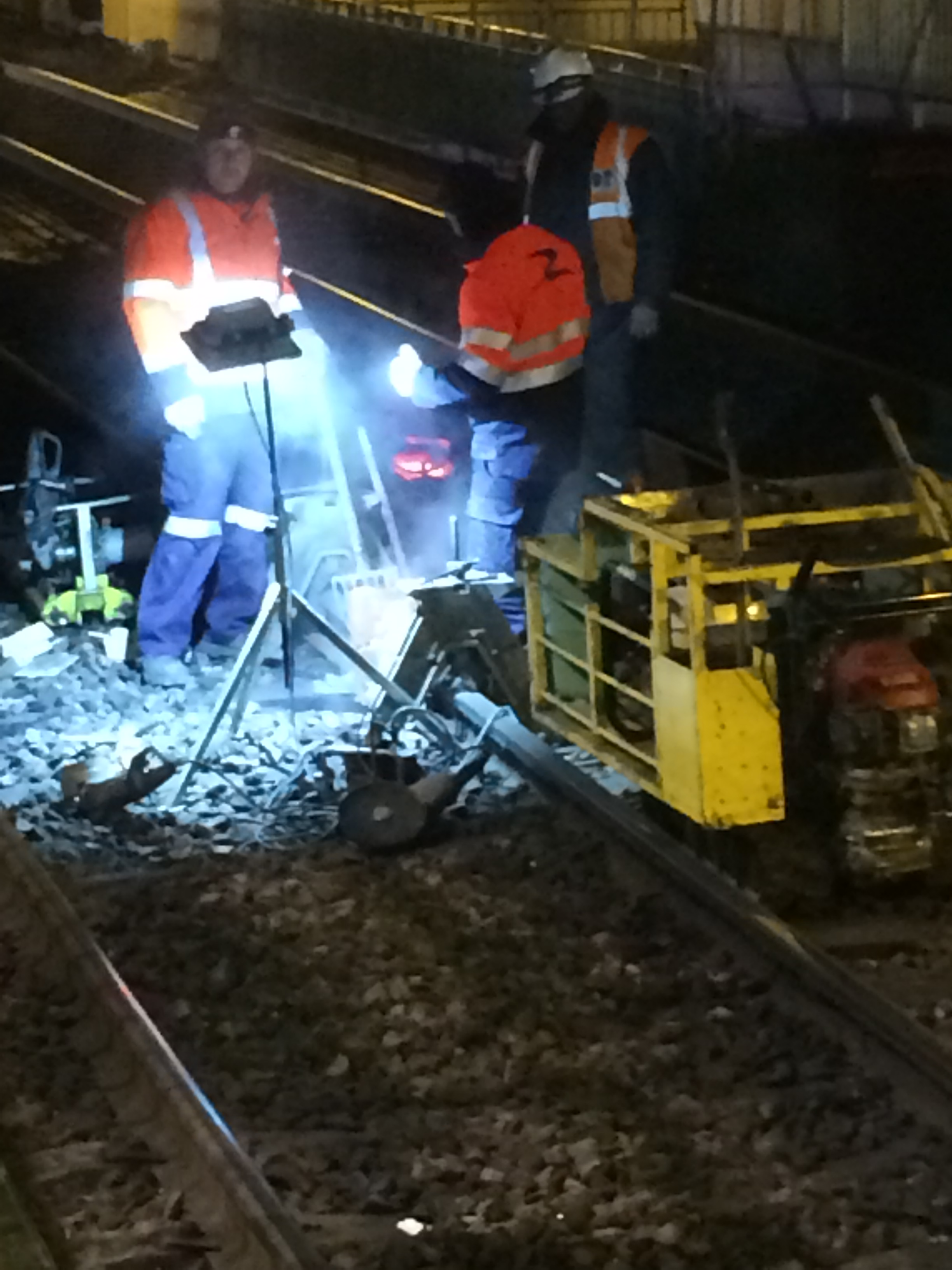
Soudage d'un rail de nuit sur les voies du RER B.

### Fonctionnement
Le titre de transport doit être validé en le passant dans une machine au niveau du portillon d'accès pour un train, le RER ou le métro ou devant un validateur pour un bus ou un tramway.
Avant la fermeture des portes, un signal sonore de fréquence continue de quelques secondes est émis dans les trains, métros, RER ou tramways.
Depuis plusieurs années, les trains, métros, RER, tramways ou bus sont dotés d'un dispositif dit Annonces sonores et visuelles automatiques (ASVA) de différentes formes.
Les arrêts aux stations sont systématiques, voire programmés selon la destination, sauf dans les bus où ils sont facultatifs, le voyageur devant alors avertir le conducteur par un signe de la main quand il attend sur le trottoir ou en appuyant sur un bouton s'il est dans le bus et désire descendre.
Des signaux d'alarme sous forme de poignée sont présents dans chacune des voitures des métros et des trains. Celui-ci doit être utilisé uniquement dans les cas urgents, et comme depuis toujours indiqué sur la plaquette fixée à côté, car occasionnant un retard supplémentaire surtout aux périodes de pointe et d'affluence : « Tout abus sera puni ».
Chaque organisme de transport s'assure d'être le plus ponctuel possible. Cependant les causes de retard du train impondérables peuvent être nombreuses et multiples, voire fréquentes, accentuées par la multiplication au fil des années du trafic, telles que : panne de signalisation, colis suspect, malaise de voyageur, personne sur la voie, signal d'alarme, coupure de courant, gel des rails l'hiver, voire grève (mais souvent dans ce cas, les métros ou trains circulent plus espacés et les horaires sont indiqués sur un dépliant). Certaines solutions peuvent être trouvées pour arranger ces situations et débloquer le trafic.
Les travaux de rénovation des gares, quais et voies effectués de préférence la nuit ou durant le mois d'août, occasionnent la fermeture temporaire de plusieurs stations ou gares, et s'accompagnent souvent de la mise en place de bus de substitution. Des agents habillés spécifiquement orientent les voyageurs pour les guider.
| Mode de transport | Exploitant                     | Desserte                 | Voyageurs (millions) | Lignes | Voies (km) | Stations / Gares |
| ----------------- | ------------------------------ | ------------------------ | -------------------- | ------ | ---------- | ---------------- |
| Métro             | RATP                           | Paris et proche banlieue | 1 526,05             | 16     | 245,6      | 321              |
| RER               | RATP                           | Paris et banlieue        | 473,90               | 2      | 117        | 65               |
| RER               | SNCF                           | Paris et banlieue        | 614                  | 5      | 488        | 443              |
| Transilien        | SNCF                           | Paris et banlieue        | 614                  | 8      | 920        | 443              |
| Tramway           | SNCF                           | Banlieue                 | 614                  | 1      | 8          | 11               |
| Tramway           | RATP                           | Paris et banlieue        | 223,17               | 8      | 94,7       | 165              |
| Bus               | RATP                           | Paris                    | 330,72               | 64     | 597        | 1 313            |
| Bus               | RATP                           | Banlieue                 | 652,30               | 257    | 2 685      | 3 402            |
| Bus               | Opérateurs membres de l'Optile | Banlieue                 | 345,09               | 1 081  | 20 032     | 26 070           |
| Bus               | Noctilien                      | RATP                     | 9,37                 | 31     | 621        | 1 033            |
| Bus               | Noctilien                      | SNCF                     | 1,10                 | 16     | 720        | 206              |

## Modes de transport principaux

### Métro

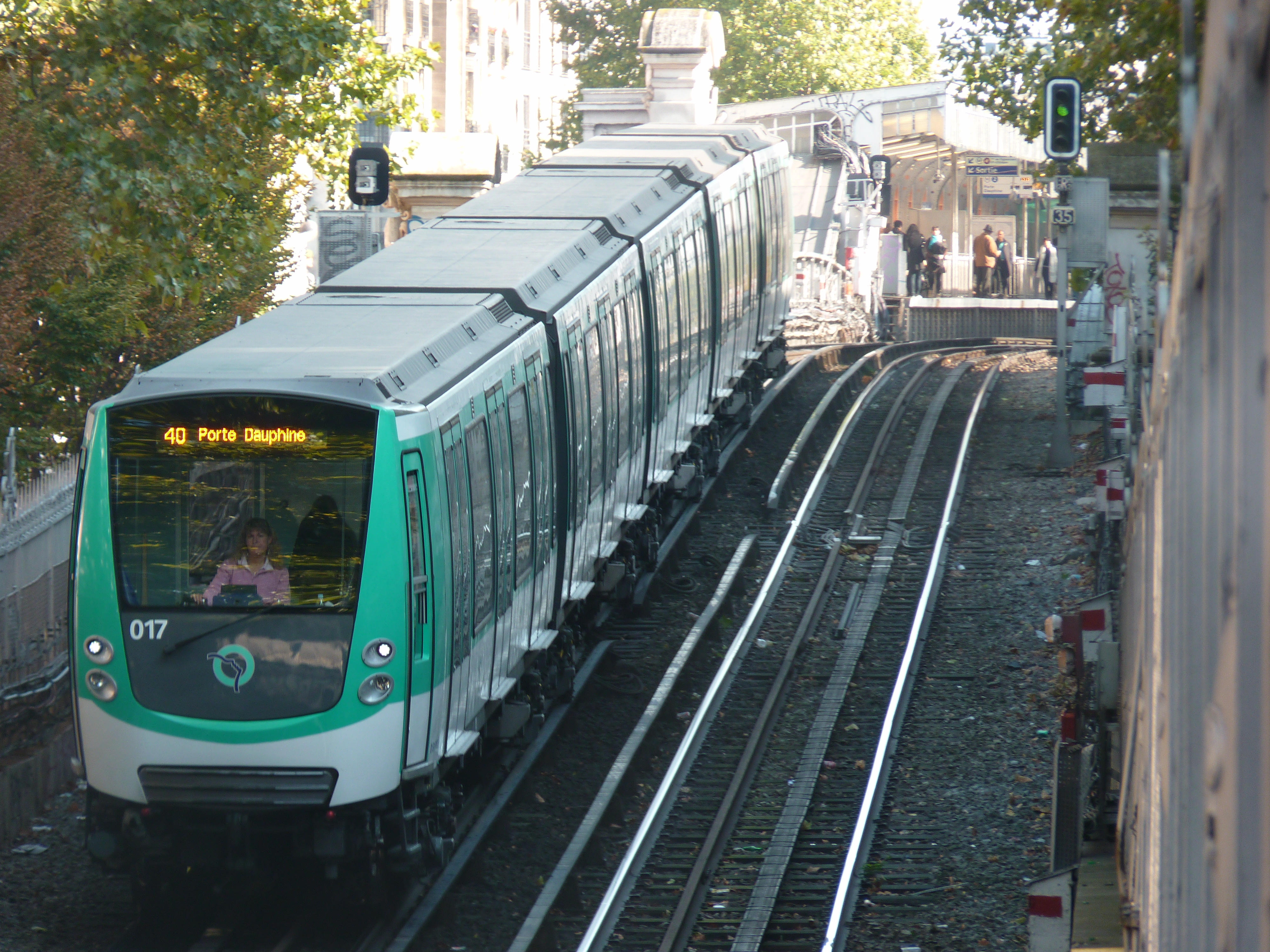
Une rame de la ligne 2 quittant la station Barbès - Rochechouart, en octobre 2010.

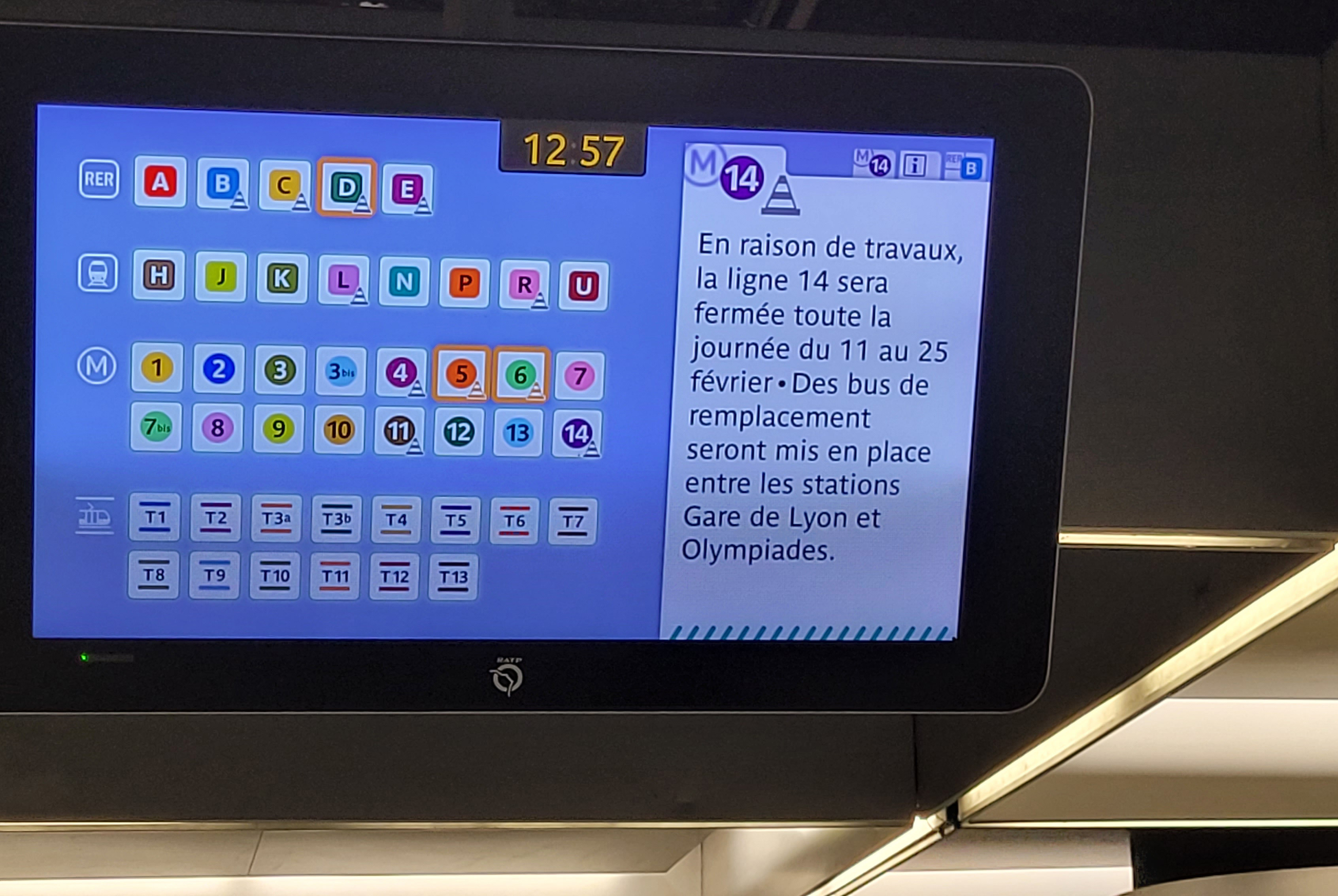
Écran fournissant le statut des différentes lignes de transport lourd parisien. De haut en bas : RER, Transilien, métro et tramways.

En Île-de-France, les lignes de métro « lourd » se trouvent toutes dans Paris et sa proche banlieue. Le métro de Paris est un mode de transport ferroviaire principalement souterrain couvrant, en un réseau maillé, la ville de Paris et, avec des extensions radiales, sa proche banlieue. Il se caractérise par un gabarit assez étroit (2,40 m) et des stations rapprochées (548 m en moyenne).
Les lignes actuelles assurent un quadrillage serré de Paris intra-muros. Le métro ne permet pas de passer d'une commune de banlieue à une autre sans passer par Paris ; toutefois, certains prolongements longs desservent successivement plusieurs communes, telles que la ligne 8 desservant à son extrémité sud-est Charenton-le-Pont, Maisons-Alfort et Créteil.
Cependant, le projet du Grand Paris Express qui débutera sa mise en service dès 2024 et sera totalement déployé en 2031, créera quatre nouvelles lignes ne passant pas dans Paris intra-muros avec, notamment, la ligne 15 formant une boucle autour de Paris afin d'éviter les changements à l'intérieur de la capitale, lesquels surchargeraient les lignes existantes.
La vitesse commerciale modérée du métro est également moins adaptée pour son prolongement vers la banlieue éloignée que celle des lignes du RER ou du réseau Transilien, excepté pour les longues lignes équipées des matériels les plus récents MF 77, MP 89, MF 01, MP 05 et MP 14 soit les lignes 1, 2, 4, 5, 7, 8, 9, 11, 13 et 14.
Entré en exploitation en 1900 avec la ligne 1, le métro parisien comporte en 2024, seize lignes dont deux branches bis et 314 stations, dont 244 stations parisiennes et 70 stations de banlieue.
Il est intégralement exploité par la Régie autonome des transports parisiens (RATP).
La ligne 14, la plus récente, mise en service en 1998, est entièrement automatisée. Sur le modèle de la ligne 14, la ligne 1 est devenue intégralement automatique en 2012, car la plus utilisée, suivie par la ligne 4 fin 2023, 2e ligne plus utilisée du réseau métropolitain.
Un important projet, le Grand Paris Express, est mis en chantier à partir de 2015 et prévoit la réalisation de 200 km de quatre lignes supplémentaires d'ici à 2031.

#### Caractéristiques techniques
Deux types de matériels sont en service :
- Onze lignes possèdent des rames à roues métalliques circulant sur rails (MF) : lignes 2, 3, 3 bis, 5, 7, 7 bis, 8, 9, 10, 12 et 13 ;
- Cinq lignes possèdent des rames à roues dotées de pneus circulant sur pistes (mais guidées par les rails) (MP) : lignes 1, 4, 6, 11 et 14.

La vitesse moyenne du métro parisien varie de 21 km/h pour la ligne 4 à 39 km/h pour la ligne 14, où il atteint sa vitesse maximale de 80 km/h entre Châtelet et Gare de Lyon.
La distance moyenne entre deux stations est de 570 mètres, pour un temps moyen de parcours de 1 minute 30 secondes.

#### Indicateurs
L'entrée d'une bouche de métro est souvent signalée par un panneau lumineux, présentant « MÉTRO » en blanc sur fond rouge, ou une lettre M lumineuse jaune dans un cercle, ou une lettre M blanche sur fond vert jade.
Au moyen du système d'information en ligne, chaque quai indique sur un afficheur le nombre de minutes estimé d'attente du métro pour le prochain train, et éventuellement le suivant, confirmé par une annonce lorsque l'attente n'est plus que de 10, 7, 4, puis 1 minute(s).
Chaque station de métro est dotée de différents plans, le principal du réseau du métro parisien, celui des autobus de Paris, celui des RER et trains de banlieue de la grande couronne d'Île-de-France, et un ou plusieurs plans locaux détaillés des différentes sorties et rues du quartier situées autour de la station.

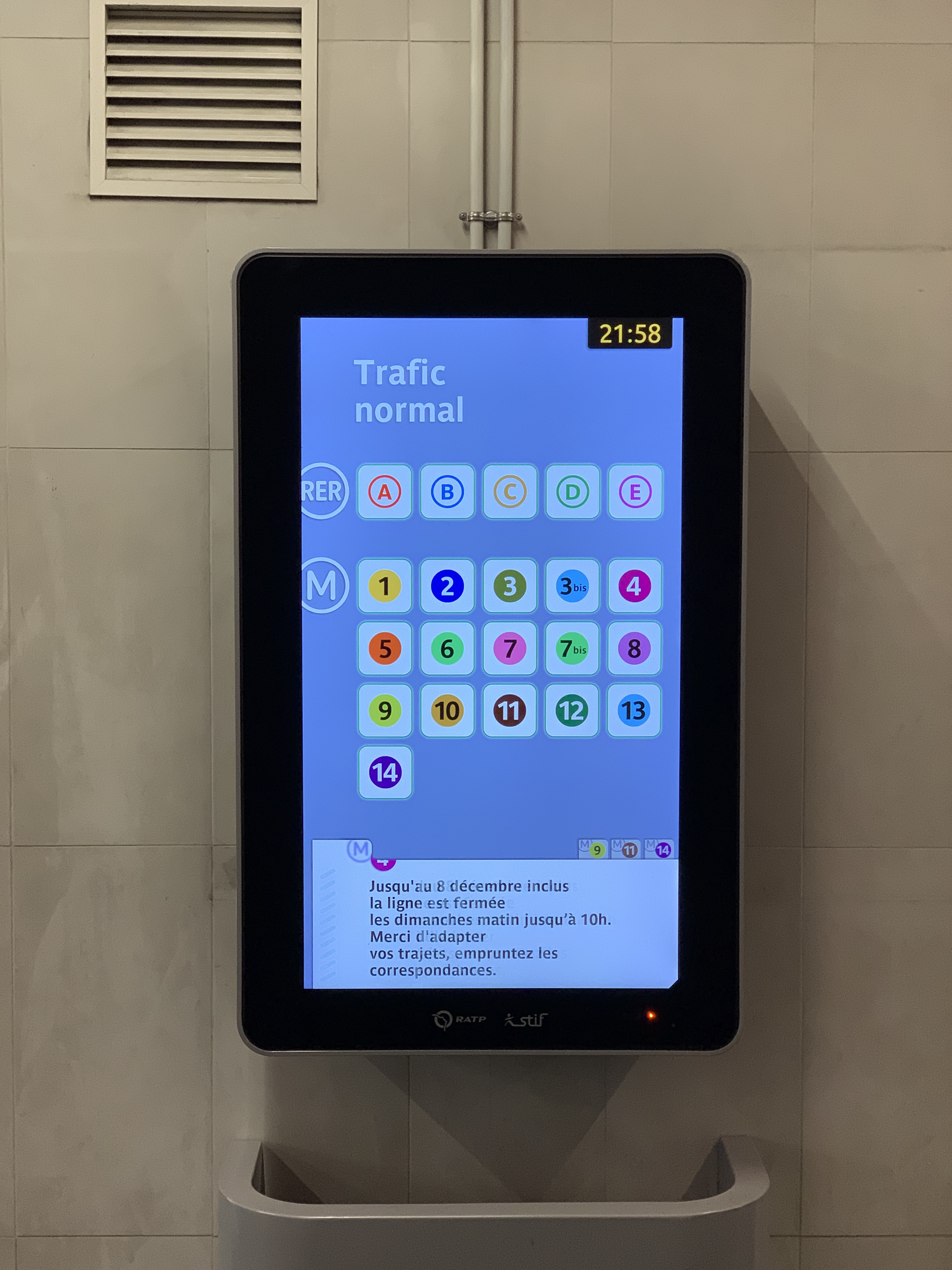
Écran d'information RATP.

Des écrans placés au niveau des guichets des stations, indiquent l'état de fonctionnement de chaque ligne de métro et de RER, avec les travaux, retards et anomalies éventuelles ; un deuxième écran affiche les temps d'attente des bus de correspondance.

#### Les 16 lignes du métro de Paris
| Ligne  | Parcours                                                             | Mise en service | Longueur en km (en surface) | Nombre de stations |
| ------ | -------------------------------------------------------------------- | --------------- | --------------------------- | ------------------ |
| (1)    | La Défense ↔ Château de Vincennes                                    | 1900            | +016,6 (0,6)                | 25                 |
| (2)    | Porte Dauphine ↔ Nation                                              | 1900            | +012,3 (2,2)                | 25                 |
| (3)    | Pont de Levallois - Bécon ↔ Gallieni                                 | 1904            | +011,7                      | 25                 |
| (3bis) | Gambetta ↔ Porte des Lilas                                           | 1921            | +001,3                      | 4                  |
| (4)    | Porte de Clignancourt ↔ Bagneux - Lucie Aubrac                       | 1908            | +014,                       | 29                 |
| (5)    | Bobigny - Pablo Picasso ↔ Place d'Italie                             | 1906            | +014,6 (2,5)                | 22                 |
| (6)    | Charles de Gaulle - Étoile ↔ Nation                                  | 1907            | +013,7 (6,1)                | 28                 |
| (7)    | La Courneuve - 8 Mai 1945 ↔ Villejuif - Louis Aragon / Mairie d'Ivry | 1910            | +018,6                      | 38                 |
| (7bis) | Louis Blanc ↔ Pré-Saint-Gervais                                      | 1911            | +003,1                      | 8                  |
| (8)    | Balard ↔ Pointe du Lac                                               | 1913            | +023,4 (4,1)                | 38                 |
| (9)    | Pont de Sèvres ↔ Mairie de Montreuil                                 | 1922            | +019,6                      | 37                 |
| (10)   | Boulogne - Pont de Saint-Cloud ↔ Gare d'Austerlitz                   | 1913            | +011,7                      | 23                 |
| (11)   | Châtelet ↔ Rosny-Bois-Perrier                                        | 1935            | +011,7 (0,6)                | 19                 |
| (12)   | Mairie d'Aubervilliers ↔ Mairie d'Issy                               | 1910            | +018,4                      | 31                 |
| (13)   | Les Courtilles / Saint-Denis - Université ↔ Châtillon - Montrouge    | 1911            | +024,3 (2,4)                | 32                 |
| (14)   | Saint-Denis - Pleyel ↔ Aéroport d'Orly                               | 1998            | 27,8                        | 21                 |

### RER

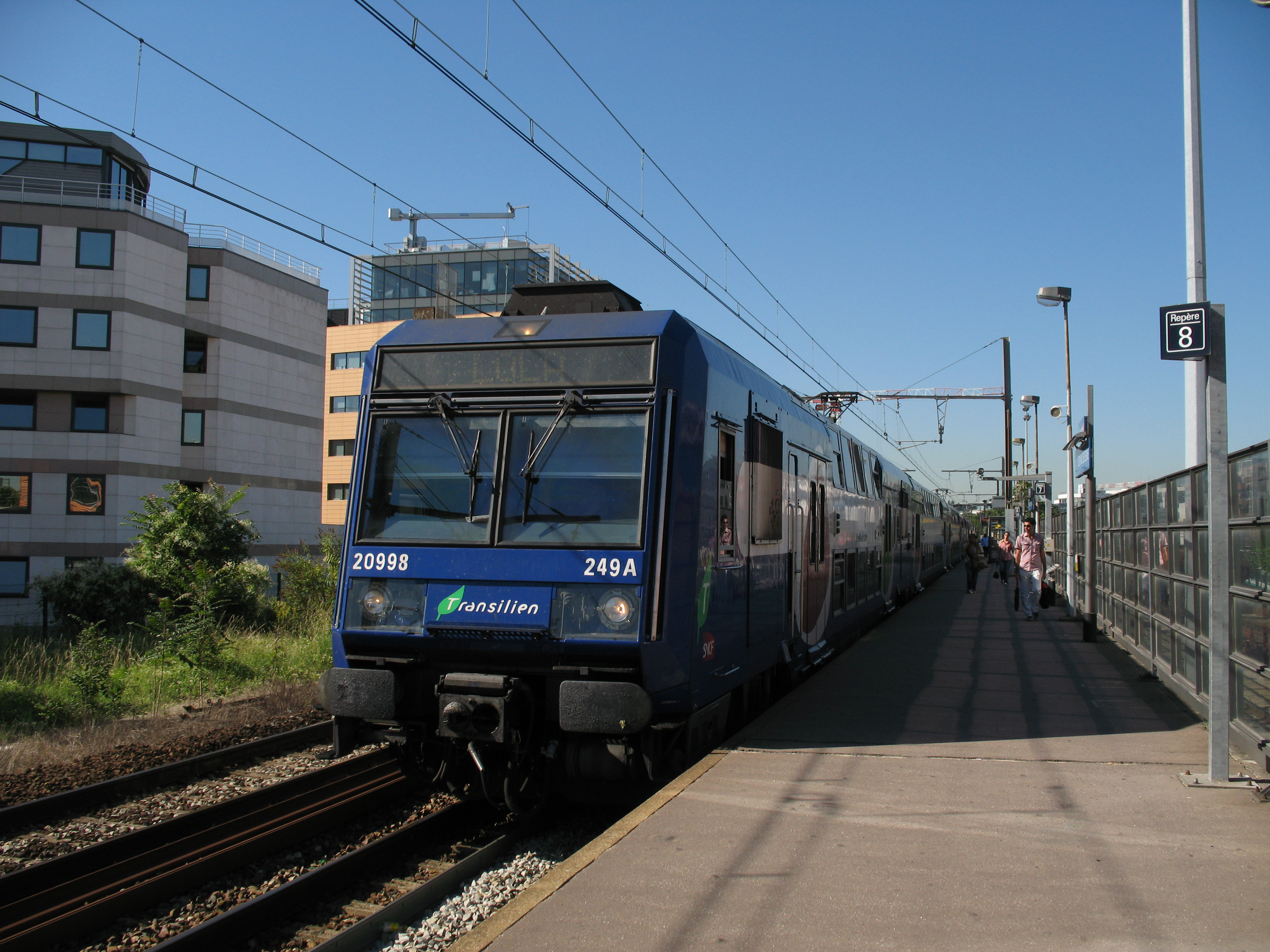
Une rame de la ligne C en gare d'Issy-Val de Seine, en juillet 2010.

Le réseau express régional (RER) est un réseau ferroviaire urbain desservant à la fois Paris et sa banlieue. Sa création date de la fin des années 1960, lorsque des lignes de banlieue préexistantes furent reliées entre elles ou réutilisées, afin d'améliorer les échanges entre Paris et sa banlieue et de connecter les différentes gares parisiennes.
Dans Paris intra-muros, le RER est utilisé comme un réseau express offrant de multiples correspondances avec le métro. En banlieue, certaines lignes desservent des zones situées jusqu'à 50 km de la capitale.

#### Lignes desservies
En 2025, le réseau express régional d'Île-de-France est composé de cinq lignes, dessert au total 257 points d'arrêt dont 33 à Paris (gares et haltes confondues) répartis sur 587 kilomètres de voies, dont 76,5 kilomètres situés sous terre, principalement dans sa partie centrale.
Le réseau présente la particularité d'être exploité sur certains tronçons par la RATP et sur d'autres par la SNCF. Celles exploitées par la SNCF font partie intégrante du réseau Transilien. On désigne sous le nom d'« interconnexion » les points où le train passe d'un exploitant à un autre. Des réseaux similaires existent ou sont en projet dans d'autres pays : Vienne (Autriche), région bruxelloise, ou régions proches de grandes villes suisses et allemandes (S-Bahn en allemand).
La vitesse moyenne commerciale du RER A est de 45 km/h, mais il peut atteindre jusqu'à 120 km/h entre Torcy et Marne-la-Vallée. Le temps moyen de trajet entre deux stations ou gares est d'environ 4 minutes.

#### Les 5 lignes du RER
| Ligne | Parcours | Mise en service | Longueur en km | Nombre de gares |
| ----- | --- | --------------- | -------------- | --------------- |
| (A)   | Saint-Germain-en-Laye / Cergy-le-Haut / Poissy ↔ Boissy-Saint-Léger / Marne-la-Vallée - Chessy                               | 1977 (1969)     | 108            | 46 (12/34)      |
| (B)   | Aéroport Charles-de-Gaulle 2 TGV / Mitry - Claye ↔ Robinson / Saint-Rémy-lès-Chevreuse                                       | 1977            | 80             | 47 (16/31)      |
| (C)   | Pontoise / Versailles-Château-Rive-Gauche / Saint-Quentin-en-Yvelines ↔ Massy - Palaiseau / Dourdan / Saint-Martin-d'Étampes | 1980 (1979)     | 187            | 75              |
| (D)   | Creil ↔ Melun / Corbeil-Essonnes Juvisy ↔ Melun / Malesherbes                                                                | 1987            | 197*           | 59*             |
| (E)   | Nanterre-La Folie ↔ Chelles - Gournay / Tournan                                                                              | 1999            | 56             | 25              |

* Jusqu'aux limites de la région Île-de-France

### Transilien

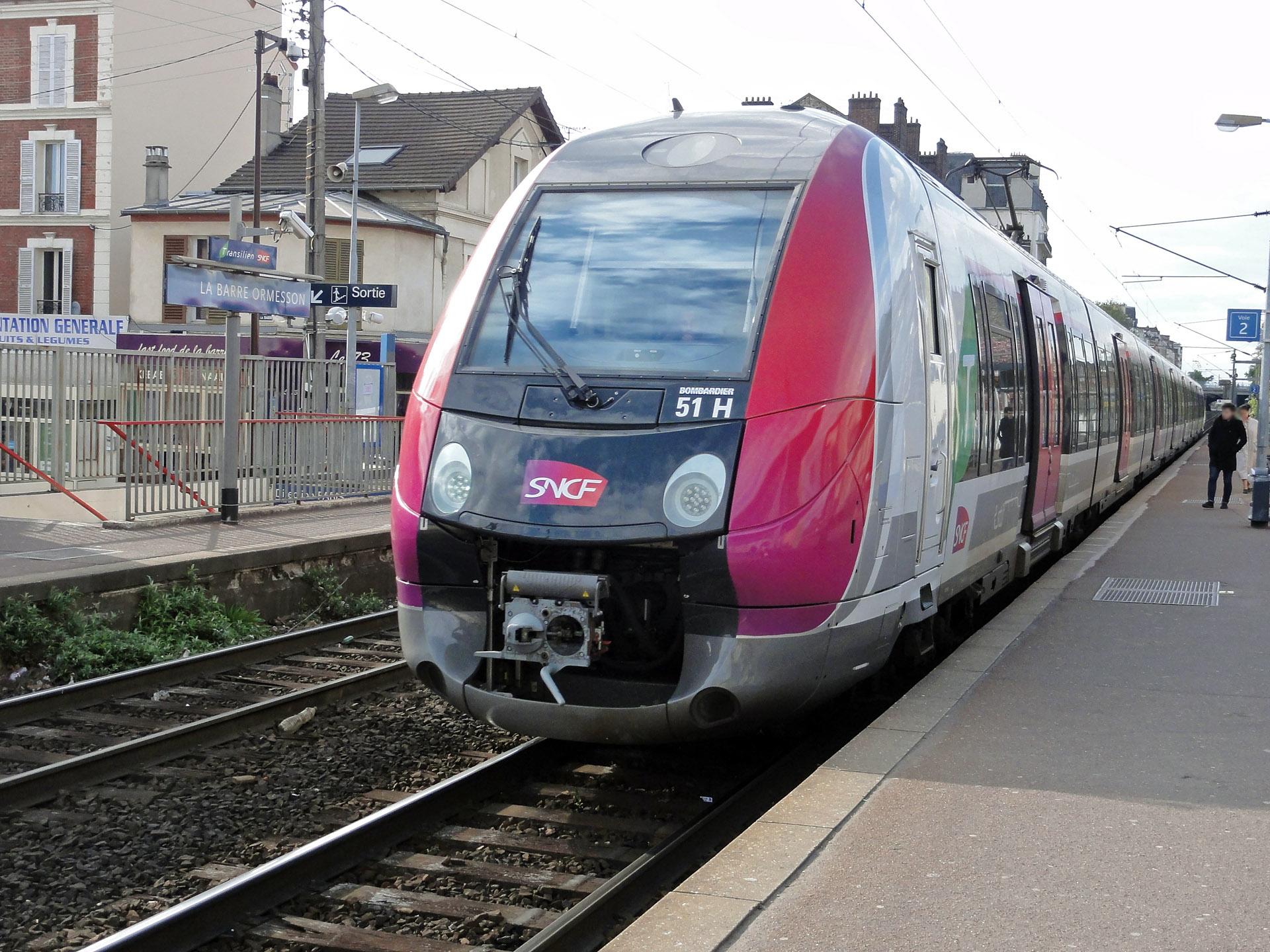
Une rame récente de la ligne H en gare de La Barre - Ormesson, en avril 2012.

Les autres lignes ferroviaires de la région francilienne, au nombre de huit, font partie du réseau Transilien et sont toutes exploitées par SNCF Mobilités. Elles desservent principalement les gares d'Île-de-France, mais aussi quelques-unes situées en Normandie, en Hauts-de-France et en région Centre-Val de Loire. Transilien est ainsi l'héritier des trains de banlieue qui existaient depuis la fin du XIXe siècle.
RER et Transilien sont devenus similaires au niveau des trains, voire des gares, excepté pour les liaisons RER exploitées par la RATP, dont le matériel roulant et l'équipement des gares demeurent très spécifiques. Des rames automotrices confortables Z 50000, à un niveau, construites par Bombardier circulent sur plusieurs lignes.
Les quais sont équipés d'écrans indiquant les horaires ou temps d'attente des différents trains selon les embranchements, directions et parcours directs ou omnibus, ainsi que des écrans au niveau des escaliers indiquant les différentes directions sur les quais appropriés correspondants.

#### Les neuf lignes Transilien
Alors que les cinq lignes du réseau express régional d'Île-de-France (RER) traversent de part en part le sous-sol parisien (« traversée » effectuée seulement en 2024 pour ce qui est de la ligne E), les neuf autres lignes « Transilien » partent et aboutissent dans les grandes gares parisiennes, à l'exception des lignes U et V qui ont leurs origines et leurs terminus dans des gares de banlieue.
| Ligne                 | Parcours | Longueur en km | Nombre de gares |
| --------------------- | --- | -------------- | --------------- |
| Ligne H du Transilien | Paris-Nord ↔ Luzarches / Pontoise / Persan - Beaumont Pontoise ↔ Creil                                                                           | 138            | 46              |
| Ligne J du Transilien | Paris-Saint-Lazare ↔ Ermont - Eaubonne / Gisors / Mantes-la-Jolie ↔ Vernon - Giverny                                                             | 256            | 52              |
| Ligne K du Transilien | Paris-Nord ↔ Crépy-en-Valois | 61             | 10              |
| Ligne L du Transilien | Paris-Saint-Lazare ↔ Cergy-le-Haut / Saint-Nom-la-Bretèche - Forêt de Marly / Versailles-Rive-Droite                                             | 86             | 40              |
| Ligne N du Transilien | Paris-Montparnasse ↔ Mantes-la-Jolie / Dreux / Rambouillet                                                                                       | 117            | 35              |
| Ligne P du Transilien | Paris-Est ↔ Château-Thierry / La Ferté-Milon / Provins / Coulommiers Esbly ↔ Crécy-la-Chapelle (Tram-train) Coulommiers ↔ La Ferté-Gaucher (Bus) | 252            | 40              |
| Ligne R du Transilien | Paris-Gare-de-Lyon ↔ Montereau / Montargis Melun ↔ Montereau                                                                                     | 164            | 24              |
| Ligne U du Transilien | La Défense ↔ La Verrière | 31             | 10              |
| Ligne V du Transilien | Massy - Palaiseau ↔ Versailles-Chantiers | 15             | 7               |

### Tramway

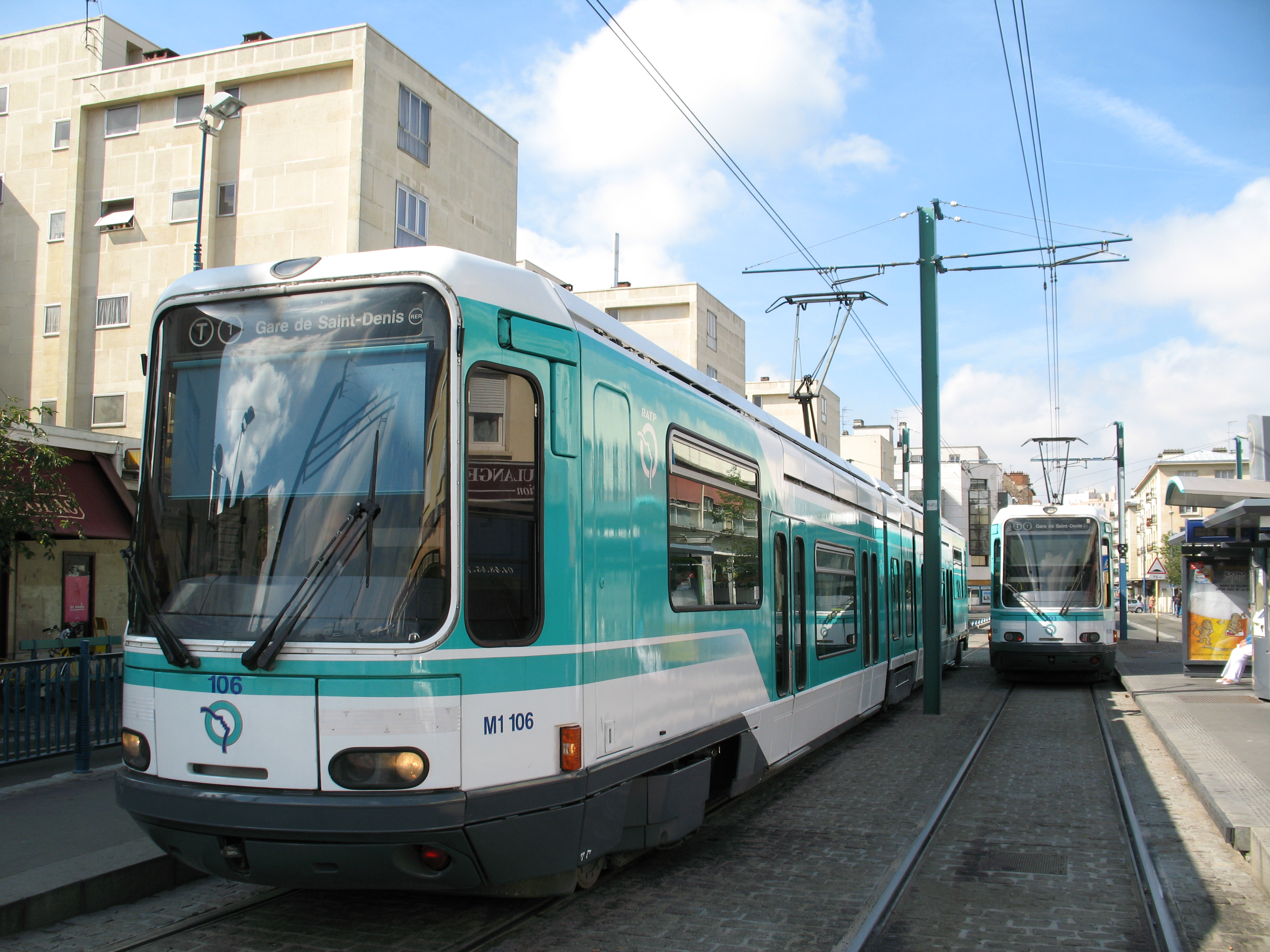
Deux rames de la ligne 1 au terminus Gare de Noisy-le-Sec, en juillet 2007.

#### Historique
L'agglomération parisienne disposait autrefois d'un réseau de tramway de 960 km.
Les premiers véhicules furent tractés par des chevaux, mais guidés par des rails. Ensuite, apparurent des tramways à vapeur pour certains, puis électriques. Vers 1925, on comptait jusqu'à 122 lignes dans Paris et sa banlieue. En 1928, le tramway transporte 727 millions de voyageurs.
Ils furent progressivement détrônés par le bus ou la voiture dont les progrès techniques allaient grandissants au début du XXe siècle, devenus nettement plus pratiques et moins encombrants sans nécessiter de place pour la voie des rails et moins cahotants. Jugés totalement obsolètes (mais contrairement à d'autres nombreux pays où ils continuèrent), le dernier tramway circula en 1938 dans Paris, et jusqu'en 1957 en banlieue.
Cependant, l'accroissement du nombre de voitures au fil des années et l'augmentation de la pollution qui en résulte, incite à utiliser de préférence les transports en commun pour les déplacements en Île-de-France et notamment à Paris.
Étant électriques donc moins polluants que les bus et de plus grande capacité (bien que les bus doubles à soufflets soient de plus en plus fréquents), et plus faciles à construire que les métros souterrains, de nombreuses lignes sont à nouveau construites, notamment dans la proche banlieue, avec souvent un rétrécissement des voies de circulation routières.

#### Réseau actuel
Le tramway a été progressivement réintroduit à compter de 1992 (ligne T1) car il apparaît aujourd'hui comme un mode de transport idéal pour assurer la desserte transversale qui manque en banlieue (les lignes du Transilien étant plutôt radiales) : il nécessite des investissements relativement modérés et dispose d'une capacité intermédiaire entre le bus et les moyens de transport lourd (métro, trains).
Mi 2022, le réseau de tramway a une longueur de 156,16 km et comporte douze lignes en activité en Île-de-France, toutes situées à la périphérie de la ville de Paris ou dans la proche banlieue parisienne. Chaque ligne demeure jusqu'à présent isolée, et chacune possède son propre dépôt et son matériel spécifique, parfois incompatible avec les autres lignes. Elles ont pour la plupart en commun d'être en site propre, d'assurer des liaisons perpendiculaires aux dessertes ferroviaires lourdes (métro, train) et de circuler dans la petite couronne (lignes T1, T2, T4, T5, T6, T7, T8, T9, T11, T12 et T13) ou à la périphérie de Paris intra-muros (lignes T3a et T3b). Trois d'entre elles réutilisent d'anciennes installations ferroviaires (lignes T2, T4, T13). Ces lignes ne constituent donc pas de fait un véritable réseau cohérent.
Les T1 et T4 sont en cours de prolongement.

#### Caractéristiques
Comme pour les métros :
- onze lignes possèdent actuellement des rames à roues métalliques circulant sur rails : lignes T1, T2, T3a, T3b, T4, T7, T8, T9, T10, T11, T12 et T13 ;
- deux lignes possèdent des rames à roues dotées de pneus circulant sur pistes et guidées cette fois par une ornière centrale : lignes T5 et T6.

La vitesse moyenne commerciale se situe entre 16 et 32 km/h pour la ligne T2.
| Ligne | Parcours                                                                  | Mise en service  | Dernière modification                                                    | Longueur en km | Nombre de stations |
| ----- | ------------------------------------------------------------------------- | ---------------- | ------------------------------------------------------------------------ | -------------- | ------------------ |
| (1)   | Quatre Routes ↔ Gare de Noisy-le-Sec                                      | 6 juillet 1992   | 12 octobre 2019 (Les Courtilles ↔ Asnières - Quatre Routes)              | +017,9         | 37                 |
| (2)   | Pont de Bezons ↔ Porte de Versailles                                      | 2 juillet 1997   | 19 novembre 2012 (La Défense ↔ Pont de Bezons)                           | +017,9         | 24                 |
| (3a)  | Pont du Garigliano ↔ Porte de Vincennes                                   | 16 décembre 2006 | 15 décembre 2012 (Porte d’Ivry ↔ Porte de Vincennes)                     | +012,4         | 25                 |
| (3b)  | Porte de Vincennes ↔ Porte Dauphine                                       | 15 décembre 2012 | 5 avril 2024 (Porte d'Asnières ↔ Porte Dauphine)                         | +017,5         | 33                 |
| (4)   | Bondy ↔ Aulnay-sous-Bois / Hôpital de Monfermeil                          | 20 novembre 2006 | 31 août 2020 (Arboretum ↔ Hôpital de Monfermeil)                         | +013,3         | 19                 |
| (5)   | Marché de Saint-Denis (tramway d'Île-de-France) ↔ Garges - Sarcelles      | 29 juillet 2013  | /                                                                        | +006,6         | 16                 |
| (6)   | Châtillon - Montrouge ↔ Viroflay-Rive-Droite                              | 13 décembre 2014 | 28 mai 2016 (Vélizy-Villacoublay - Robert Wagner ↔ Viroflay-Rive-Droite) | +014,          | 21                 |
| (7)   | Villejuif - Louis Aragon ↔ Porte de l'Essonne                             | 16 novembre 2013 | /                                                                        | +011,2         | 18                 |
| (8)   | Saint-Denis – Porte de Paris ↔ Villetaneuse-Université / Épinay-sur-Seine | 16 décembre 2014 | /                                                                        | +008,5         | 17                 |
| (9)   | Porte de Choisy ↔ Orly-Gaston Viens                                       | 10 avril 2021    | /                                                                        | +010,4         | 19                 |
| (10)  | La Croix de Berny ↔ Clamart-Jardin Parisien                               | 24 juin 2023     | /                                                                        | +008,2         | 13                 |
| (11)  | Épinay-sur-Seine ↔ Le Bourget                                             | 1er juillet 2017 | /                                                                        | +011,          | 7                  |
| (12)  | Évry-Courcouronnes ↔ Massy - Palaiseau                                    | 10 décembre 2023 | /                                                                        | +020,          | 16                 |
| (13)  | Saint-Germain-en-Laye ↔ Saint-Cyr                                         | 6 juillet 2022   | /                                                                        | +018,8         | 12                 |
| (14)  | Esbly ↔ Crécy-la-Chapelle                                                 | 22 mars 2025     | /                                                                        | +009,9         | 5                  |

### Autobus

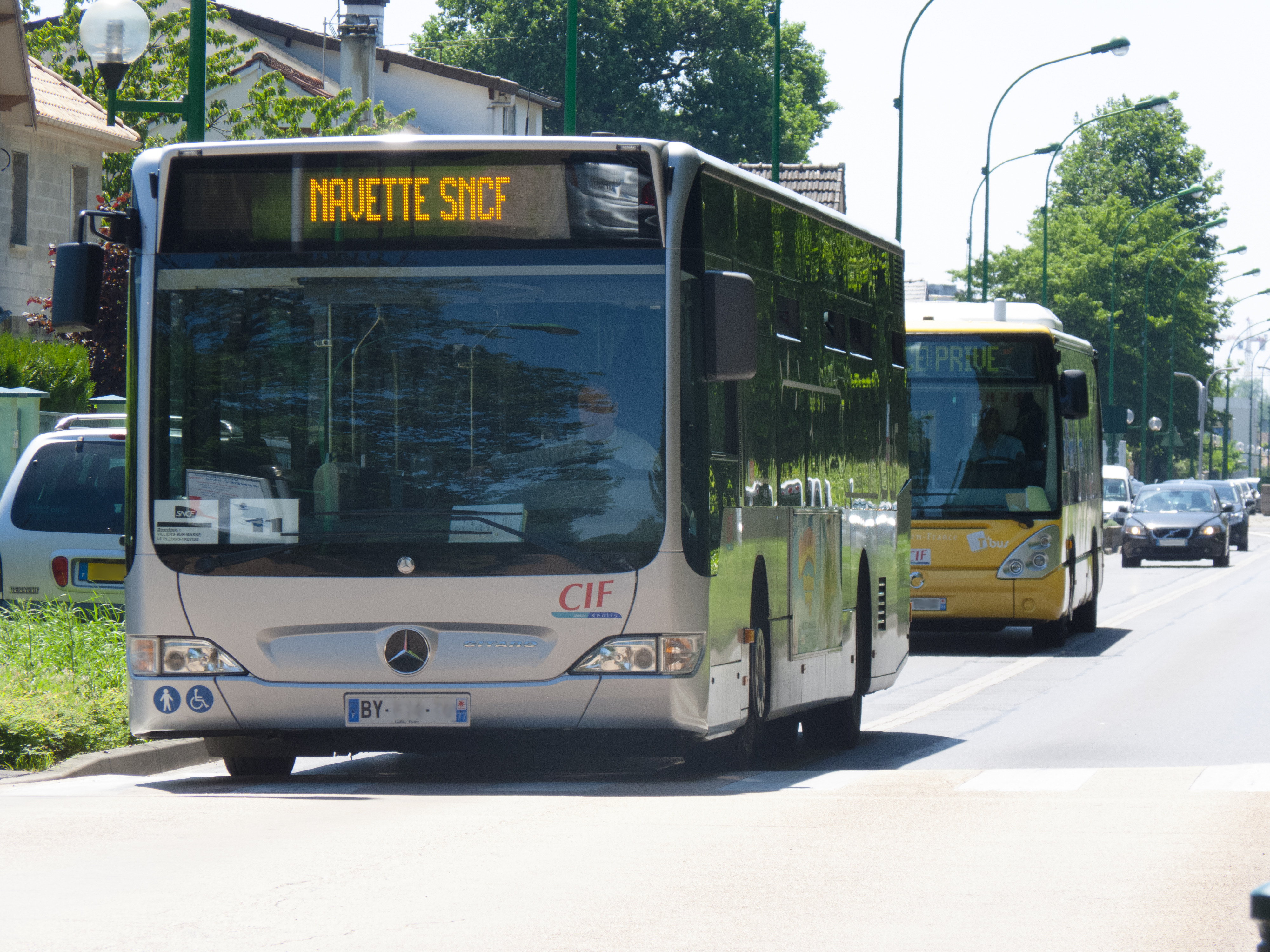
Un bus du réseau CIF en train d'assurer une navette de remplacement du RER E en direction de Villiers-sur-Marne, en mai 2012.

L'agglomération parisienne est parcourue par un important réseau de transport routier de voyageurs, permettant la desserte de l'ensemble de la région parisienne, de jour comme de nuit (dénommé alors « Noctilien »), à travers plusieurs organismes. La majorité des lignes sont exploitées par de grandes entreprises de transport comme la Régie autonome des transports parisiens (RATP) que ce soit directement ou via RATP Cap Île-de-France, Keolis (filiale de la SNCF) et Transdev, les autres l'étant par des entreprises familiales indépendantes comme le Groupe Lacroix et SAVAC.

#### Caractéristiques et types
Les bus articulés à soufflets se sont étendus en nombre, permettant d'accueillir un plus grand nombre de voyageurs. À l'inverse, des bus électriques de taille réduite (par exemple, ceux de la ligne de bus RATP 40 qui doivent arpenter des rues étroites, pentues et difficiles) desservent souvent l'intérieur d'un quartier ou d'une ville.
La vitesse commerciale des bus varie entre 12 et 16 km/h en milieu urbain dense, et entre 18 et 22 km/h en zone périurbaine. Celle-ci a été améliorée grâce à la construction de plusieurs voies destinées exclusivement aux autobus, souvent parallèles aux voies de circulation.

#### Les services de nuit
Les lignes de bus ou de cars du réseau Noctilien offrent aux voyageurs la possibilité de se déplacer en transport en commun après les derniers métros, tramways ou bus du jour et avant les premiers du lendemain. Ils circulent dans Paris et sa proche banlieue pour ceux assurés par la RATP ; les quelques lignes exploitées par des entreprises privées desservent des communes de grande banlieue.
Depuis l'automne 2019, il est testé l'ouverture nocturne de certaines lignes de métro et de tramway une fois par mois, en général le samedi soir.

#### Réseaux d'autobus principaux
| Réseau                         | Nombre de lignes                    | Longueur en km                         | Nombre d' arrêts                         | Lignes remarquables                                  |
| ------------------------------ | ----------------------------------- | -------------------------------------- | ---------------------------------------- | ---------------------------------------------------- |
| RATP                           | 64 (dans Paris) + 257 (en Banlieue) | 597 (dans Paris) + 2 685 (en Banlieue) | 1 313 (dans Paris) + 3 402 (en Banlieue) | Ligne 393 • Orlybus • RoissyBus • Trans-Val-de-Marne |
| Noctilien                      | 31 (RATP) + 16 (SNCF)               | 626 (RATP) + 720 (SNCF)                | 1 033 (RATP) + 206 (SNCF)                |                                                      |
| Opérateurs membres de l'Optile | 1 081                               | 20 032                                 | 26 070                                   | Ligne 3702 (ex-Citalien) • Filéo                     |
| Express                        |                                     |                                        |                                          | Lignes 100                                           |
| SNCF Transilien                |                                     |                                        |                                          |                                                      |
| T Zen                          | 1                                   | 14,7                                   | 12                                       |                                                      |

## Autres modes de transport

### Métro léger

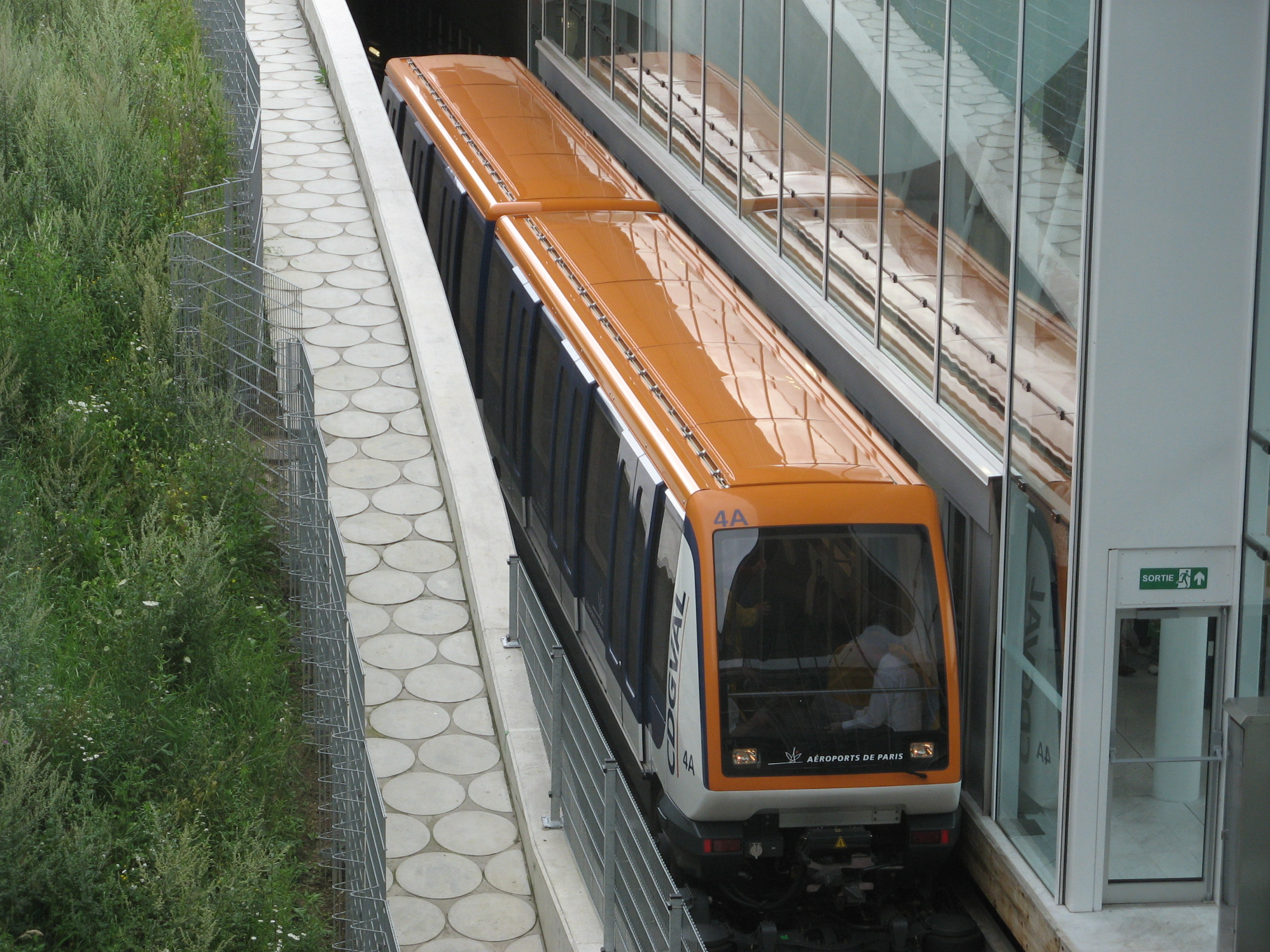
Une rame du CDGVAL au Terminal 2 de l'aéroport Charles-de-Gaulle, en avril 2007.

#### Desserte des deux aéroports principaux
En Île-de-France, les lignes de métro léger sont situées en banlieue et ont pour mission actuelle exclusive de desservir les deux aéroports parisiens (Paris-Charles-de-Gaulle et Paris-Orly).

#### CDGVAL
La desserte de l'aéroport Charles-de-Gaulle, parfois appelé « Roissy », est assurée par le CDGVAL (pour Charles De Gaulle VAL). Il s'agit d'un réseau de métro automatique de type VAL assurant une desserte gratuite au sein de l'aéroport nord-parisien, situé à vingt-cinq kilomètres au nord-est de Paris.
Il est composé de deux lignes en service depuis 2007 remplaçant plusieurs lignes de bus de la plate-forme aéroportuaire, et empruntant pour l'essentiel l'infrastructure d'un projet avorté et coûteux de transport hectométrique de type SK. Les deux lignes, dont l'une a la particularité de fonctionner 24 heures sur 24, transportent dix millions de voyageurs par an. Elles apportent un important gain de temps aux passagers de Roissy ainsi qu'au 85 000 salariés de la plateforme aéroportuaire. Le CDGVAL est exploité par Keolis pour le compte d'Aéroports de Paris.

#### Orlyval
La desserte de l'aéroport d'Orly est assurée par la ligne Orlyval. Il s'agit d'une ligne de métro automatique, également de type VAL, située au sud de Paris. Elle relie la gare d'Antony, sur la ligne B du RER, à l'aéroport sud-parisien (Orly Ouest puis Orly Sud), en six minutes.
En service depuis 1991, elle est depuis 1993, gérée par la RATP et connaît depuis une croissance progressive malgré ses tarifs restés élevés (8,70 euros au plein tarif entre la gare d'Antony et l'aéroport) et son accès impossible avec les abonnements habituels du réseau francilien, ce qui reste un cas unique en Île-de-France.
Les deux métros CDGVAL et Orlyval sont dotés de matériels sur pneumatiques, pouvant atteindre la vitesse de 80 km/h. Ils constituent une alternative pour la desserte de ces aéroports aux bus articulés à soufflets, qui en assurent également le trajet, tels que Roissybus et Orlybus.

### Funiculaire

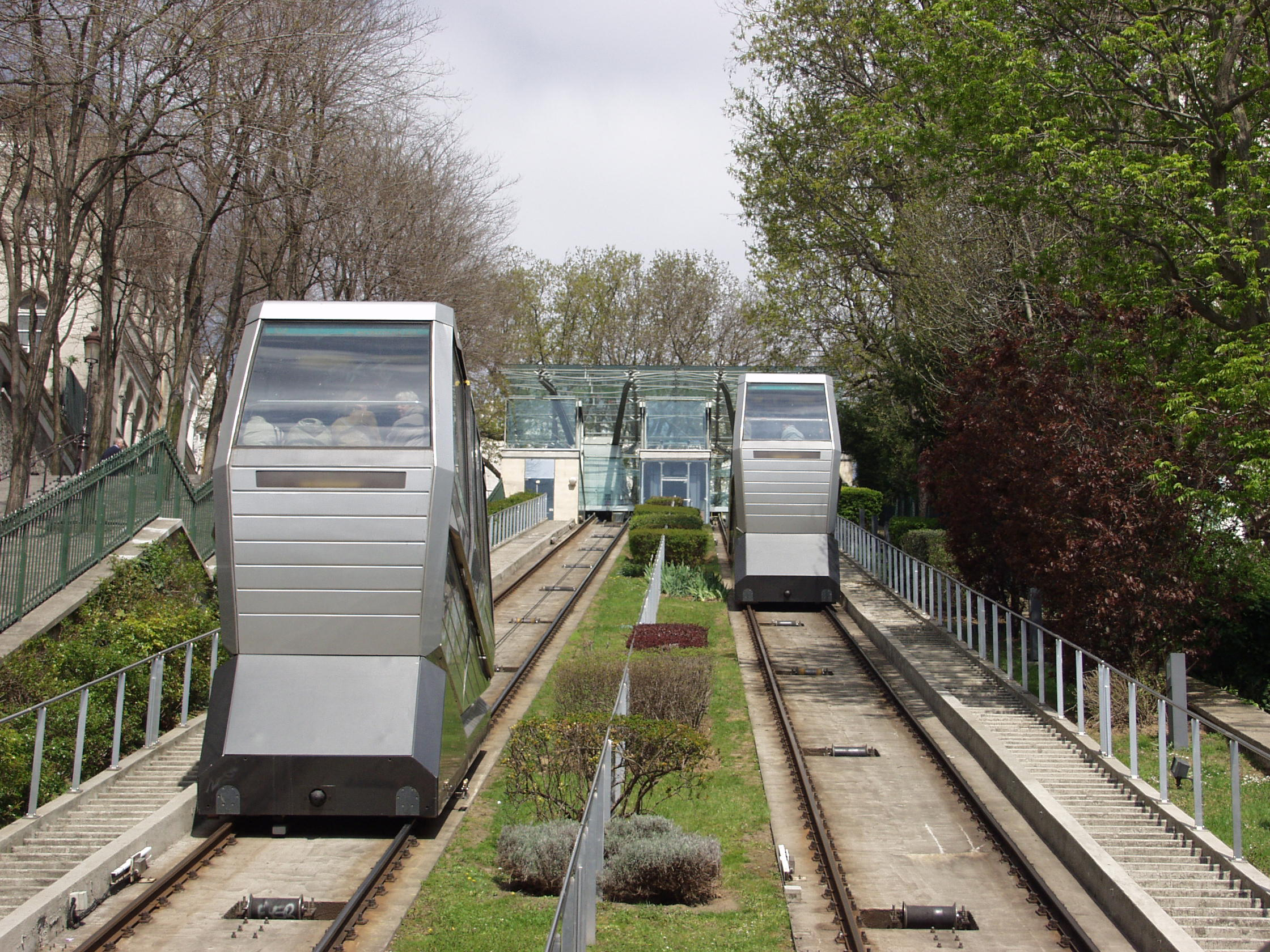
Le Funiculaire de Montmartre en avril 2004.

Une seule ligne de funiculaire fonctionne en région parisienne, le « Funiculaire de Montmartre ».
Situé dans le 18e arrondissement de Paris, il s'agit en réalité depuis la rénovation de 1991 d'un ascenseur incliné automatique avec deux cabines uniques indépendantes. Il permet de monter au sommet de la butte Montmartre et d'accéder ainsi à la basilique du Sacré-Cœur.
Ouvert en juillet 1900, il a été entièrement rénové en 1935 puis en 1991. Long de cent huit mètres, il gravit les trente-six mètres de dénivelé en moins d'une minute trente.
Sa vitesse est de soit 2 m/s, soit 3,5 m/s en cas d'affluence (7 ou 12 km/h).
Ouvert sept jours sur sept de 6 heures à 0 h 45, il transporte six mille personnes par jour, soit environ deux millions par an. Ses utilisateurs sont constitués majoritairement par des touristes désirant bénéficier de la vue étendue vers le sud du territoire parisien ou amateurs de l'ambiance de la place du Tertre ou par des pèlerins se rendant au Sacré-Cœur.

### Bateau
Les batobus desservent depuis 1989, régulièrement sur la Seine, neuf arrêts aux endroits les plus touristiques de Paris. Leur tarif est indépendant de la carte Navigo, mais celle-ci permet toutefois de voyager à tarif réduit.

### Lignes de covoiturage

Indice du mode.

À partir de mai 2025, des lignes de covoiturages sont mis en place. Sur le principe d'une ligne régulière, un trajet est défini avec des points d'arrêts physiques, et la possibilité pour les conducteurs d'être rémunérés, même quand ils ne prennent aucun passager durant les heures de pointes. Les passagers ont une application a disposition pour obtenir rapidement un conducteur, et peuvent être pris en charge gratuitement par un taxi en cas d'attente trop longue durant les heures creuses.
| Ligne                                   | Parcours                                                                                                 | Mise en service | Nombre de points d'arrêts |
| --------------------------------------- | --- | --------------- | ------------------------- |
| Indice pour la ligne de covoiturage L1. | Cernay-la-Ville · Chevreuse · Saint-Rémy-lès-Chevreuse · Magny-les-Hameaux · Guyancourt · Gif-sur-Yvette | 26 Mai 2025     | 7                         |

## Trafic

### Fréquentation
En 2010, les transports en commun franciliens ont permis de réaliser au total près de 8,3 millions de déplacements par jour, soit 1,5 million de plus qu’en 2001 (+ 21 %). Plus du quart des déplacements en transports collectifs se font dans Paris (2,2 millions), en augmentation de 16 % par rapport à 2001, tandis que 2,9 millions de déplacements se font entre Paris et la banlieue et 3,2 millions en dehors de Paris.
Par ailleurs, 51 % des déplacements en transports collectifs se font entre le domicile et le travail ou le lieu d’étude, sans pour autant avoir joué dans la croissance de l'usage des transports en commun depuis 2001. Les déplacements domicile-loisirs et les déplacements secondaires liés au travail sont ceux qui ont le plus augmenté : multiplication par deux en dix ans. Par rapport à 2001, l'utilisation du réseau a beaucoup augmenté aux heures de pointe. Elle a augmenté de 4 % [Quand ?] durant la période de pointe matinale (7 h - 9 h) comme durant la pointe de soirée tandis qu'une forte hausse (+ 33 %) a été observée durant le milieu de la journée (9 h - 16 h).
L'enquête décennale de déplacement menée par l'IAU publiée en 2016 sur la base de chiffres de 2010 annonce un temps de trajet moyen dans les transports de 92 minutes (contre 83 en 2001) pour les Franciliens contre 66 à Bordeaux (2009), 64 à Marseille (2009) et 58 à Grenoble (2010). Selon l'étude : « Jusqu’au milieu des années 1980, le budget-temps consacré aux déplacements était globalement stable, tandis que les distances parcourues et les vitesses s’accroissaient (…) [Après 1983, elle] augmente de près de 1 % par an entre 1983 et 1991, pour s’élever à 81 minutes (…) Sa croissance ralentit dans les années 1990 (0,3 % par an), avec seulement 2 minutes de plus entre 1991 et 2001, avant de fortement augmenter de nouveau sur la période récente : 1,2 % par an, soit 92 minutes de plus, pour arriver à 92 en 2010 ». Quarante de ces 92 minutes sont motivées par le travail ou les études contre 52 (soit 56 %) pour d'autres activités, soit le rapport de 1976. L'IAU y voit l'évolution des modes de vie (vieillissement de la population, 35 heures), le temps consacré aux loisirs passant de 10 à 15 minutes par jour entre 2001 et 2010 (contre seulement 7 en 1976). Pour les actifs, l'étude recense 4,2 déplacements professionnels contre 3,8 pour les inactifs, et 113 minutes contre 92 par jour de semaine. Sur ces 113 minutes, les actifs en consacrent 56 aux déplacements domicile-travail et 7 de plus aux autres déplacements à caractère professionnel, soit 57 % de leur budget-temps. La baisse du nombre de déplacements liés au travail est provoquée par la généralisation du déjeuner hors domicile avec 1,35 trajet quotidien contre 1,70 en 1976.
Face à la saturation de certains transports lourds radiaux aux heures de pointe, il est testé fin 2015 auprès des salariés de La Plaine Saint-Denis un système d'incitation pour les salariés arrivant au travail hors du créneau 8h15-9h15 afin d'essayer de lisser le trafic. Fin 2018, une démarche proche débute à La Défense où 14 entreprises s'engagent à décaler des horaires de travail, favoriser le télétravail et promouvoir les mobilités actives afin de réduire de 5 à 10 % le nombre de voyageurs entre 8 h 30 et 9 h 30.

### Aides au choix de l'itinéraire
Plusieurs outils permettent de déterminer plus facilement l'itinéraire à suivre pour se rendre d'un point de départ à un lieu de destination, éventuellement via une destination intermédiaire.
Dans les stations et dans les gares, sont affichés ou sont disponibles au guichet :
- le plan du réseau du métro ;
- le plan des lignes du RER et du réseau Transilien ;
- les plans des lignes de bus de jour et un petit plan des bus Noctilien de nuit ;
- le plan local des environs du point d'arrêt.

Les lignes sont différenciées de manière pratique, avec un chiffre pour les lignes de métro, éventuellement précédé d'un M, avec une lettre pour les lignes de RER et Transilien, et un chiffre précédé d'un T pour les lignes de tramway, dans l'ordre correspondant à leur mise en service.
Les autobus de la RATP sont numérotés sur deux chiffres pour ceux de Paris, et trois chiffres pour la grande couronne. Depuis les années 1980, pour encore mieux les reconnaître, chaque ligne possède une couleur différente la caractérisant.
Des applications pour mobile ont été développées par les transporteurs ou des entreprises privés. L'application Citymapper attaque ainsi en justice à la RATP dont le site a été saturé à plusieurs reprises en mars 2016 par des requêtes conduisant à des dénis de service. La RATP a alors bloqué l'adresse IP de Citymapper. Face à l'application qui exige un accès immédiat, illimité et gratuit aux données publiques relatives à la circulation, la RATP oppose les investissements qui sont nécessaires pour face à la masse des requêtes des tiers et s'appuie sur la loi Macron qui « prévoit l’ouverture de toutes les données d’information voyageurs de tous les acteurs de la mobilité » mais également « le versement d’une redevance appliquée différemment selon la taille des acteurs utilisant ce type de données et en fonction de leur volume de requêtes ». Le 3 janvier 2017, la RATP évolue en ouvrant l’ensemble de ses données de circulation des métros, bus et tramways en temps réel dans la limite de 30 millions de requêtes par mois, soit une requête toutes les cinq minutes sur chaque station du réseau francilien, une sollicitation plus forte étant soumise à redevance.

## Tarification et financement

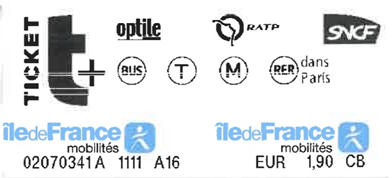
Un ticket t+.

Les transports en commun en Île-de-France utilisent un système de tarification par zones concentriques, sur un support mixte papier et carte à puce, dont les caractéristiques et le prix sont déterminés par l'autorité organisatrice de transports régionale, Île-de-France Mobilités (ex-STIF).
Un ticket t+ permet un trajet simple quelle que soit la distance, avec une ou plusieurs correspondances possibles avec les autres lignes de bus et de tramway pendant une durée maximale de 1 h 30 entre la première et dernière validation. En revanche, un ticket validé dans un bus ne permet pas d'emprunter le métro ni le RER. Les lignes OrlyBus et RoissyBus, assurant les dessertes aéroportuaires, disposent d'une tarification spécifique mais sont accessibles avec les abonnements habituels.
Le financement du fonctionnement des lignes (entretien, matériel et charges de personnel) est assuré par l'exploitant. Cependant, les tarifs des billets et abonnements dont le montant est limité par décision politique ne couvrent pas les frais réels de transport. Le manque à gagner est compensé par l'autorité organisatrice, Île-de-France Mobilités, présidée depuis 2005 par le président du conseil régional d'Île-de-France et composé d'élus locaux. Elle définit les conditions générales d'exploitation ainsi que la durée et la fréquence des services. L'équilibre financier du fonctionnement est assuré par une dotation globale annuelle aux transporteurs de la région grâce au versement transport payé par les entreprises et aux contributions des collectivités publiques.
Le prix du carnet de tickets t+ augmente de 13 % en novembre 2019, passant de 14,90 à 16,90 euros. D'après la présidente de région, Valérie Pécresse, cette hausse doit servir à favoriser l'usage des titres « dématérialisés ».

### Contrôles du titre de transport
Comme pour le train ou TGV, des contrôles sont effectués régulièrement soit dans le véhicule, soit dans les stations, occasionnant une amende si le voyageur n'a pas le titre correspondant au voyage, plus ou moins importante selon le cas.
En 2018, le montant annuel de la fraude sur les seules emprises SNCF est estimé à 63 millions d'euros.

### Vente des tickets et portillons automatiques
Avant 1969 et le début du RER, les titres de transport du métro, appelés « tickets », étaient vendus à l'unité mais l'on pouvait aussi acheter une carte hebdomadaire. Le poinçonneur, popularisé par la célèbre chanson de Serge Gainsbourg (Le Poinçonneur des Lilas, datant de 1958), les perforait avec une pince avant l’accès aux quais, les tourniquets et portillons n'existant pas. Une grande porte battante automatique se fermait au moment de l'arrivée d'un métro en station, par sécurité, afin d'éviter que les voyageurs ne se précipitent dans les rames au dernier moment.

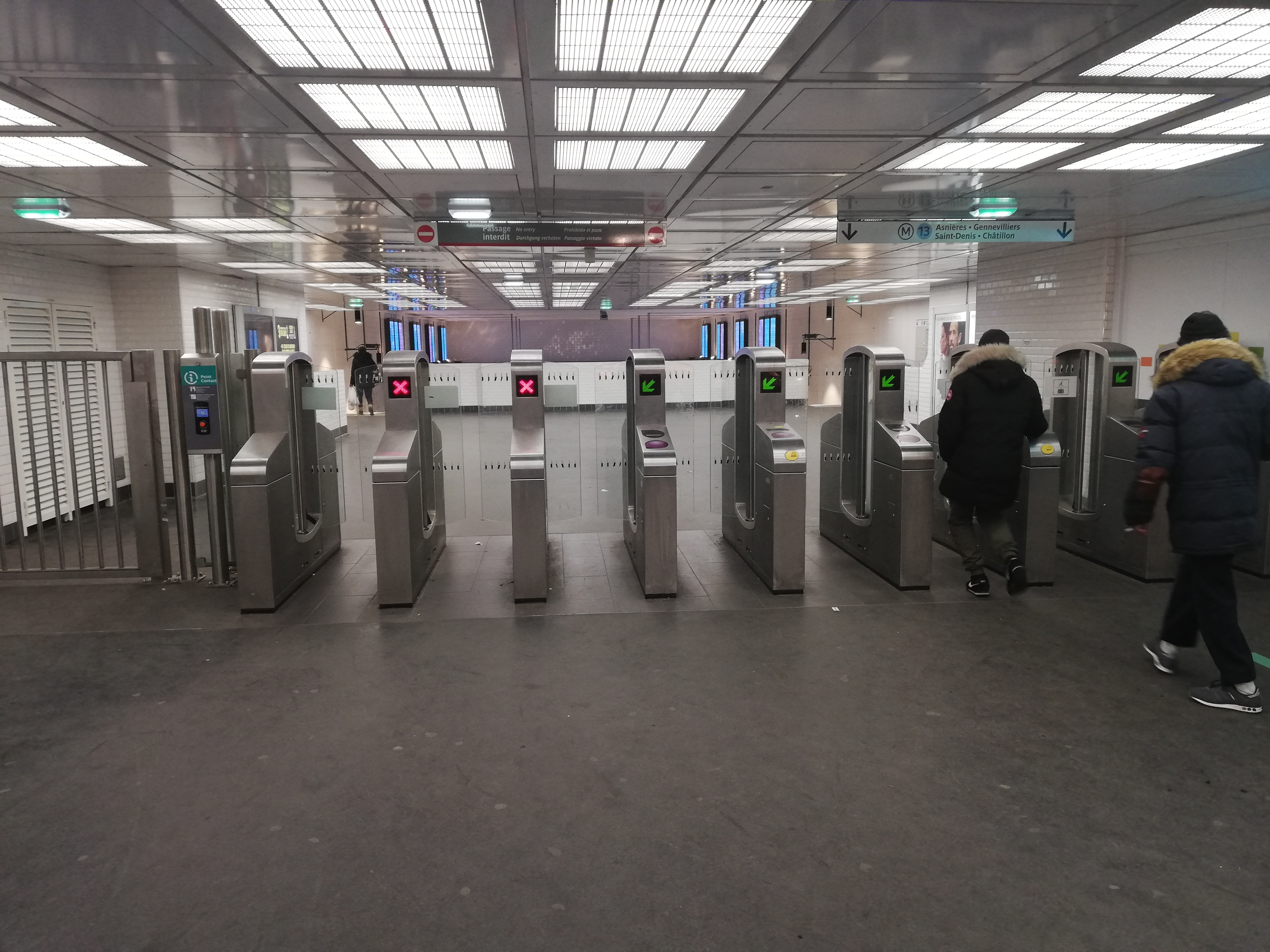
Portillons de contrôle des titres dans une station de métro.

Les billets d'autobus se présentaient sous forme de petits tickets allongés en hauteur repliés en accordéon par carnets de dix, que le contrôleur compostait avec un appareil à manivelle qu’il portait à la ceinture. Il régulait également le flux des voyageurs et, sur les bus à plate-forme découverte, plaçait une chaîne empêchant les voyageurs de tomber sur la chaussée et actionnait une poignée tirant une sonnette de départ pour le conducteur du bus, lequel était isolé des voyageurs dans une cabine séparée.
Le RER A fut, en 1969, le premier à adopter des portillons automatiques à tourniquet avec introduction du ticket dans une fente prévue à cette fin, ainsi que les distributeurs automatiques, parfois déroutants pour les usagers non habitués. Ceux-ci s'étendirent ensuite progressivement au métro.
Pour les bus Renault, Saviem ou Chausson des années 1950-1960, les voyageurs montaient par l'arrière et passaient devant une guérite spécifique dans lequel était assis le contrôleur préposé à l'achat et à la validation les billets.
À partir des nouveaux bus des années 1970, l'entrée s'effectua par l'avant comme toujours actuellement, en montrant ou en achetant son titre de transport directement au conducteur, qui faisait ainsi simultanément office de contrôleur.

### Première classe
La première classe était plus confortable sur les anciens métros Sprague, dotés de banquettes à lattes de bois en seconde classe et de sièges coussinés en première classe.
Sur les métros sur pneumatiques, les sièges étaient au début tous coussinés dans les deux classes, jusqu'aux modifications progressives en sièges rigides moulés dus au vandalisme trop fréquent de lacération des coussins, le seul avantage des voitures de première classe étant le moins grand nombre de voyageurs en raison d'un tarif plus élevé. La première classe était repérable au départ par des voitures jaunes, celles de seconde étant bleu clair.
La première classe fut également présente sur le RER et les trains de banlieue. Elle existe toujours sur les trains de grandes lignes et les TGV, avec moquette et sièges plus larges et confortables. Les trains d'autrefois possédaient d'ailleurs même une troisième classe peu confortable, mais économique.
Elle fut abandonnée à partir du 1er août 1991 dans le métro puis à partir du 1er septembre 1999 dans le RER et les trains de banlieue où une classe unique a été instituée sur l'ensemble du réseau ferroviaire d'Île-de-France. Depuis, tous les sièges de métro et de RER sont coussinés.

### Carte Navigo
Avant 1974, seule l'option des titres de transport hebdomadaires pour un trajet particulier, moins cher et plus pratique que des billets à l'unité, existait pour les voyageurs réguliers se rendant de leur domicile à leur travail.
En 1975, la carte Orange, hebdomadaire ou mensuelle est créée, permettant à tout voyageur d'utiliser un titre de transport couvrant deux à cinq zones de l'Île-de-France, selon un tarif croissant selon le nombre de zones.
Par la suite, celle-ci est étendue jusqu'à huit zones, et repassa depuis quelques années de nouveau à cinq zones. La carte annuelle fut créée à son tour, puis devint à renouvellement automatique permettant de conserver le même coupon. Dès 2001, ce coupon est remplacé progressivement par des passes sans contact, la carte Navigo, semblables à ceux déjà utilisés par les entreprises.
En 2014, le dézonage autorise à tous les détenteurs d'une carte Navigo de 2 à 5 zones, à circuler dans les 5 zones le week-end et les jours fériés. Ce dézonage est appliqué toute l'année depuis septembre 2015.

## Investissements
Chaque année, les deux principaux exploitants, la RATP et la SNCF, investissent plus d'un milliard d'euros afin d'entretenir le réseau.
En 2014, la RATP prévoit d'investir sur le réseau francilien 1,6 milliard d'euros.

## Sécurité

### Sécurité publique
Les pratiques de mobilité quotidienne des Franciliens sont extrêmement conditionnées par le niveau de sûreté et de sécurité des services de transport qu'ils utilisent. Les femmes en particulier, en tant qu'utilisatrices prédominantes des transports publics, sont davantage exposées au harcèlement et aux agressions qui se produisent aussi bien dans l'espace public qu'à l'intérieur des stations, sur les quais de métro et dans les bus, les trams et les voitures de métro.
Conscientes de ces risques, les femmes développent des perceptions de (in)sécurité associées aux différents types de transport et adaptent leurs habitudes de mobilité afin d'éviter les situations qui sont considérées comme plus dangereuses.
Le heures du soir et de la nuit sont particulièrement problématiques, comme indiqué dans cette intervention : 80% des violences déclarées concernent des trajets aux heures de pointe du soir, a déclaré Valérie Pécresse dans un propos tenu sur France Inter.

### Sentiment d'insécurité
Selon une étude de l'IAU publiée en 2017, 56,3 % de femmes se déclarent inquiètes à l’idée remprunter les transports contre 26,7 % des hommes. Elles sont quatre fois plus nombreuses (6,2 %) à déclarer éviter au moins un mode de transport en commun par crainte d’une agression ou d’un vol que les hommes (1,7 %), ce qui constitue un frein à l'usage des transports collectifs. C'est le réseau RER (35,1 %) qui suscite le plus de craintes devant le métro (30,6 %), le train (26,6 %), le bus (18,7 %) et le tramway (13,7 %).
Une nouvelle étude menée par l'Institut Paris Région en collaboration avec Île-de-France Mobilités et l'Observatoire national de la délinquance dans les transports en octobre 2019 auprès de plus de 50 000 abonnés Navigo et Imagine R apporte des nouveaux éléments sur les causes derrière le sentiment d'insécurité dans les transports franciliens. L'enquête montre une tendance claire dans la localisation géographique d'une telle perception d'insécurité. Les usagères des transports franciliens indiquent une prévalence de la peur dans le métro et à l'intérieur du véhicule (voiture de tramway, voiture de métro, etc.), plus que sur le quai d'attente : 65 % des femmes identifient le véhicule comme le lieu le plus anxiogène. Ces résultats pourraient être liés aux améliorations apportées par les opérateurs de transport aux infrastructures des stations.

### Solutions proposées par les opérateurs
Plusieurs pistes d’actions sont proposées par les opérateurs comme l'arrêt à la demande.

### Problème des graffitis

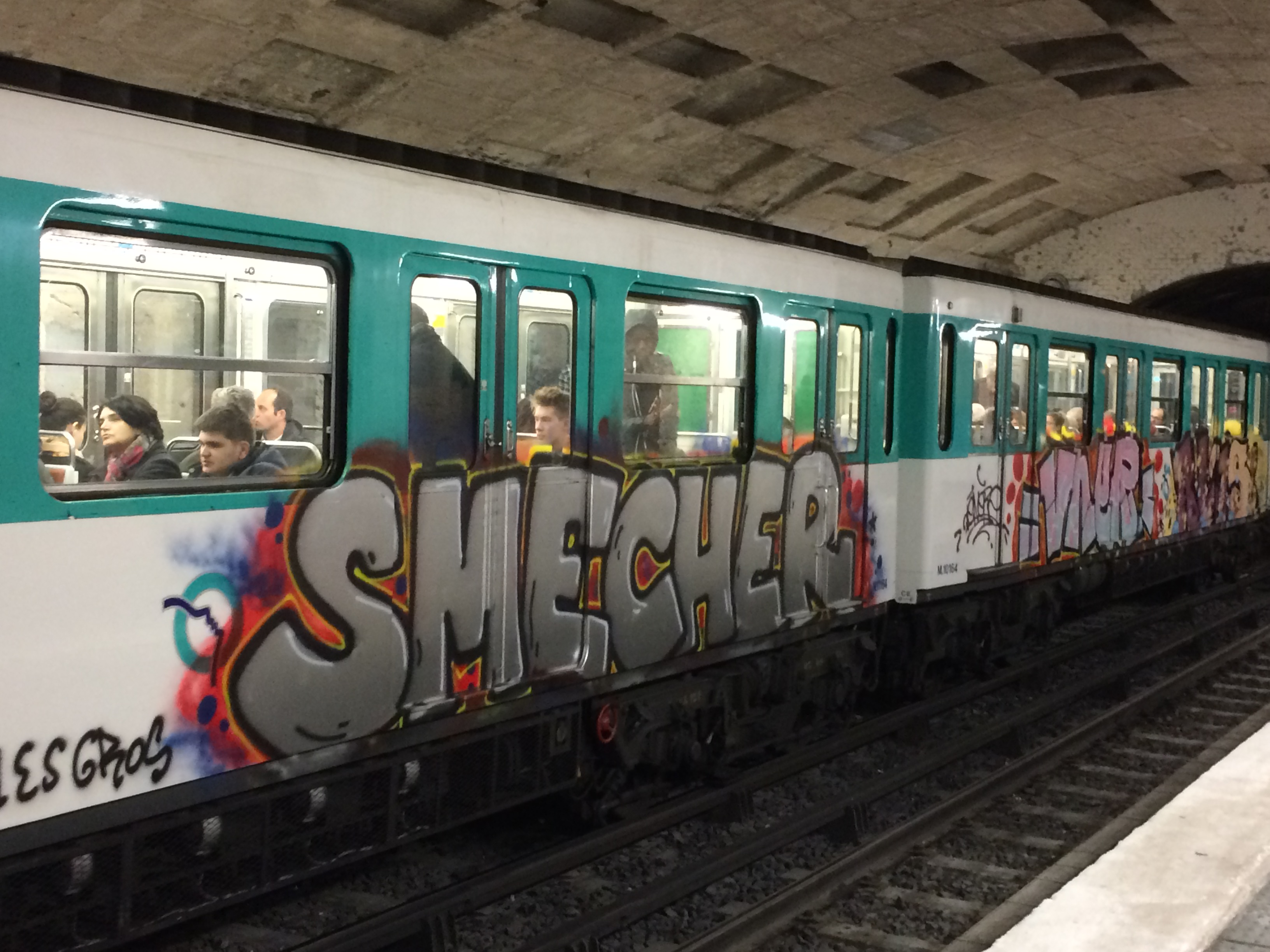
Métro graffé sur la ligne 12.

Durant plusieurs décennies, notamment les années 1980-1990, le réseau francilien a subi de nombreuses dégradations volontaires de voyageurs : inscriptions gravées dans les vitres des voitures ou peintes sur les côtés des rames, à l'intérieur des rames ainsi que dans les couloirs et sur les quais de stations.
La RATP et la SNCF ont mis en place des dispositifs pour enrayer cette tendance, tels que des produits de nettoyage efficaces aux tags, des murs avec motifs ou en arabesques ou des peintures ou adhésifs sur lesquels l'écriture au marqueur ou en bombe adhère peu, ce qui s'est traduit par des surcoûts pour les deux entreprises.
Des cellules anti-tags ont également été mises en place,,,, rendant les plaintes systématiques, et assurant le référencement et le suivi des « signatures » à fins de condamnations, et incluant la coopération internationale,.

## Développements programmés
Pour répondre à l'accroissement de la population de l'Île-de-France et adapter l'offre existante de transports en commun aux besoins effectifs, de nombreux développements (nouvelles lignes ou prolongements de lignes existantes) sont programmés avec des dates d'ouverture s'échelonnant jusqu'à 2030.

### Grand Paris Express

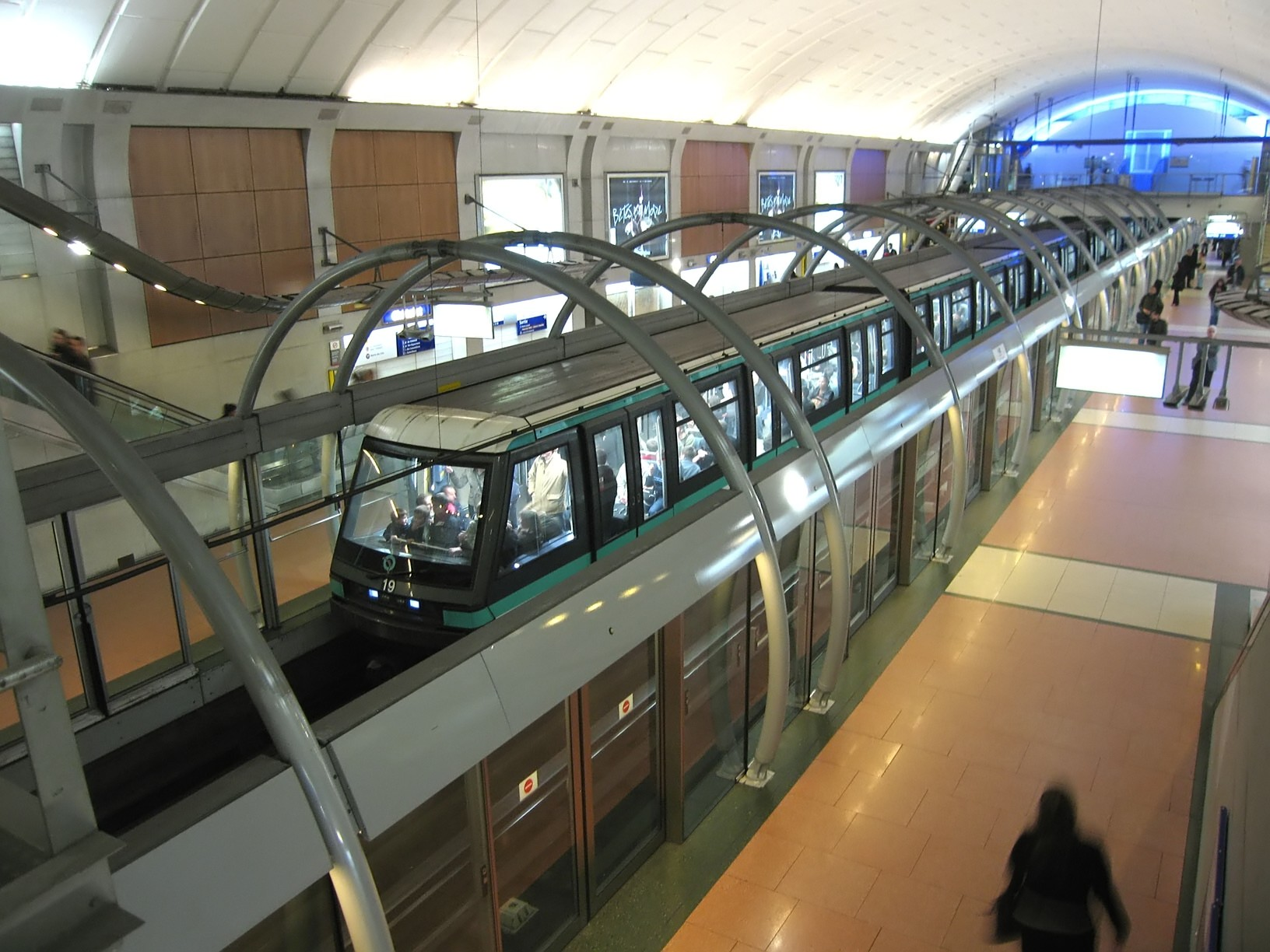
Une rame de la ligne 14 du métro à la station Châtelet, en octobre 2006.

En Île-de-France, le projet majeur de création de lignes nouvelles de métro lourd est le Grand Paris Express. Inscrit dans le cadre du Grand Paris, Grand Paris Express est issu de l'accord intervenu le 26 janvier 2011 entre le Conseil régional d'Île-de-France et l'État, à la suite des débats publics portant sur leurs deux projets de métro en rocade, le Réseau de transport public du Grand Paris et Arc Express,.
Il sera composé de quatre lignes de métro automatique en rocade autour de Paris, - ligne 15, ligne 16, ligne 17 et ligne 18 - ainsi que du prolongements de deux lignes de métro existantes, la ligne 14 et la ligne 11. D'une longueur totale de 200 kilomètres, il doit être réalisé conjointement par la Société du Grand Paris (SGP) et Île-de-France Mobilités (ex-STIF).
Le Grand Paris Express a pour objectif de limiter l’usage de la voiture en faveur des transports en commun, de soutenir le développement économique, de relier entre eux les différents pôles de l'Île-de-France sans devoir passer par Paris, de faciliter les échanges et de permettre un meilleur accès à l’emploi ainsi qu'aux zones d’activité ou de résidence. Il désenclavera les territoires aujourd’hui socialement fragilisés en les équipant d’un mode lourd de transport en commun et participera au développement durable par ses effets induits sur la circulation routière, la préservation de l’environnement et l’amélioration de la qualité de l’air.
| N° ligne         | Nombre stations | Trafic attendu      | Matériel | Section                                     | Longueur                                       | Date ouverture |
| ---------------- | --------------- | ------------------- | -------- | ------------------------------------------- | ---------------------------------------------- | -------------- |
| Nouvelles lignes |                 |                     |          |                                             |                                                |                |
| (15)             | 36              | 300 000/jour (sud)  | MR6V     | Sud (Pont de Sèvres – Noisy - Champs)       | 33 km en souterrain                            | vers 2026      |
| (15)             | 36              | Pas d'estimation    | MR6V     | Ouest (Pont de Sèvres – Saint-Denis Pleyel) | 22,4 km en souterrain                          | vers 2031      |
| (15)             | 36              | Pas d'estimation    | MR6V     | Est (Saint-Denis Pleyel – Champigny Centre) | 23 km en souterrain                            | vers 2031      |
| (16)             | 9               | 150 000/jour        | MR3V     | Saint-Denis Pleyel à Clichy-Montfermeil     | 29 km en souterrain                            | vers 2026      |
| (16)             | 9               | 150 000/jour        | MR3V     | Le Blanc-Mesnil à Noisy-Champs              | 29 km en souterrain                            | vers 2028      |
| (17)             | 9               | 15 000/heure pointe | MR3V     | Saint-Denis Pleyel à Le Bourget Aéroport    | 25 km dont 5,5 sont en commun avec la ligne 16 | vers 2026      |
| (17)             | 9               | 15 000/heure pointe | MR3V     | Le Bourget Aéroport au Parc des expositions | 25 km dont 5,5 sont en commun avec la ligne 16 | vers 2028      |
| (17)             | 9               | 15 000/heure pointe | MR3V     | Parc des expositions au Mesnil-Amelot       | 25 km dont 5,5 sont en commun avec la ligne 16 | vers 2030      |
| (18)             | 11              | 100 000/jour        | MRV      | Massy Palaiseau à CEA Saint-Aubin           | 37 km dont 22 en souterrain                    | vers 2026      |
| (18)             | 11              | 100 000/jour        | MRV      | Massy Palaiseau à Aéropport d'Orly          | 37 km dont 22 en souterrain                    | vers 2027      |
| (18)             | 11              | 100 000/jour        | MRV      | CEA Saint-Aubin à Versailles Chantiers      | 37 km dont 22 en souterrain                    | vers 2030      |
| (18)             | 11              | 100 000/jour        | MRV      | Versailles à Nanterre-la-Folie              | 37 km dont 22 en souterrain                    | après 2030     |

### RER
Après l'abandon du barreau de Gonesse sur le RER D, le prolongement du RER E à l'Ouest est le seul chantier d'extension du réseau Transilien en cours.
| N° ligne | Nombre stations | Trafic attendu | Matériel      | Section                             | Longueur | Date ouverture |
| -------- | --------------- | -------------- | ------------- | ----------------------------------- | -------- | -------------- |
| (E)      | 10              | 620 000/jour   | Z 58000/58500 | Nanterre-La Folie à Mantes-la-Jolie | 39 km    | vers 2027      |

### Métro
Hors programme du Grand Paris Express, un seul prolongement des lignes de métro existantes est programmé au 17 juin 2024.
| N° ligne | Nombre stations | Trafic attendu | Matériel                           | Section                                | Longueur | Date ouverture |
| -------- | --------------- | -------------- | ---------------------------------- | -------------------------------------- | -------- | -------------- |
| ,        | 3               | 110 000/jour   | rames de 6 voitures, gabarit métro | Château de Vincennes à Val de Fontenay | ≅ 6/7 km | 2035           |

### Tramway
Plusieurs prolongements sont programmés.
| N° ligne      | Nombre stations | Trafic attendu | Matériel | Section                        | Longueur | Date ouverture                                       |
| ------------- | --------------- | -------------- | -------- | ------------------------------ | -------- | ---------------------------------------------------- |
| Prolongements |                 |                |          |                                |          |                                                      |
| est           | 15              | -              | -        | Noisy-le-Sec à Val-de-Fontenay | 7,7 km   | 2025 (Station Rue de Rosny) / 2027 (Val de Fontenay) |
| ouest         | 12              | -              | -        | Asnières à Colombes            | 6,4 km   | vers 2025                                            |
| ouest         | 13              | -              | -        | Colombes à Rueil-Malmaison     | -        | vers 2030                                            |
| (7)           | 6               | 48 000/jour    | -        | Athis-Mons à Juvisy-sur-Orge   | 3,7 km   | vers 2030                                            |
| (8)           | 10              | -              | -        | Saint-Denis à Rosa Parks       | 6 km     | horizon 2031                                         |

### Tram Express
En Île-de-France, trois projets sont en cours afin de créer des lignes de tram-train de type rocade dans la grande couronne de l'agglomération parisienne.
Au nord de Paris, le projet dénommé T11 prévoit de relier la gare de Sartrouville (Yvelines) à celle de Noisy-le-Sec (Seine-Saint-Denis). En 2016, elle reliera d'abord la gare d'Épinay-sur-Seine (RER C) à la gare du Bourget (RER B). Cette ligne, exploitée par la SNCF, sera longue de 28 kilomètres et devrait transporter chaque jour 150 000 voyageurs.
Au sud, le projet d'extension de la T12 prévoit de prolonger la ligne de la gare essonnienne de Massy - Palaiseau à celle de Versailles-Chantiers dans les Yvelines. La mise en service de la ligne entraînerait la suppression de la branche du RER C appelée C8, qui relie Juvisy à Versailles-Chantiers. Le tram-train serait en correspondance avec le RER C au niveau de la gare d'Épinay-sur-Orge à l'est et de la gare de Massy - Palaiseau à l'ouest. Cette ligne, exploitée par la SNCF, sera longue de 20,7 kilomètres et devrait transporter 30 000 voyageurs chaque jour.
Enfin, dans l'ouest parisien, le projet dénommé T13 consistera à relier dans un premier temps, en 2018, la gare RER A de Saint-Germain-en-Laye à la gare RER C de Saint-Cyr. La seconde phase prévoit le prolongement de la ligne à Achères depuis la gare de Saint-Germain-en-Laye-Grande-Ceinture. Exploitée par la SNCF, elle sera longue de 19 kilomètres,.
| N° ligne | Nombre stations | Trafic attendu | Matériel       | Section                                       | Longueur                                 | Date ouverture   |
| -------- | --------------- | -------------- | -------------- | --------------------------------------------- | ---------------------------------------- | ---------------- |
| (11)     | 14              | 150 000/jour   | Citadis Dualis | Épinay-sur-Seine au Bourget                   | 28 km                                    | 1er juillet 2017 |
| (11)     | 14              | 150 000/jour   | Citadis Dualis | Le Bourget à Noisy-le-Sec                     | 28 km                                    | horizon inconnu  |
| (11)     | 14              | 150 000/jour   | Citadis Dualis | Épinay-sur-Seine à Sartrouville               | 28 km                                    | horizon inconnu  |
| (12)     | 22              | 30 000/jour    | Citadis Dualis | Massy - Palaiseau à Versailles-Chantiers      | 14,6 km (reprise de la branche du RER C) | horizon inconnu  |
| (13)     | 15              | -              | Citadis Dualis | Saint-Germain-Grande-Ceinture à Achères-Ville | 10 km + prolongement Cergy               | horizon 2028     |
| (13)     | 15              | -              | Citadis Dualis | Achères-Ville à Cergy-le-Haut                 | 10 km + prolongement Cergy               | horizon 2030     |

## Études
Plusieurs projets de transport en commun sont à l'étude.

### Métrocâble / Téléphérique
En 2016, 12 projets de téléphériques sont étudiés pour la région. Un projet de téléphérique entre Paris-Gare-de-Lyon et la gare de Paris-Austerlitz a été abandonné[réf. nécessaire].
Il existe deux projets en Essonne, cinq dans les Yvelines, un dans le Val-d'Oise, deux dans les Hauts-de-Seine et deux en Seine-Saint-Denis.
En région parisienne, deux projets de lignes de « métrocâble » (ou « téléphérique ») sont en cours d'instruction.
Le premier dénommé Câble 1 consiste à relier la station de métro Pointe du Lac, située à Créteil et terminus sud-est de la ligne 8, à Villeneuve-Saint-Georges, dans le Val-de-Marne, à l'horizon 2020-2022 puis 2023-2024. L'ouverture est prévue pour fin 2025.
Le second dénommé Téléphérique de Bagnolet vise à relier la station de métro Gallieni aux hauteurs de Bagnolet (quartier de la Noue 48° 51′ 55″ N, 2° 25′ 46″ E). Sa réalisation est envisagée par la municipalité de Bagnolet afin de réduire le temps de trajet à deux minutes en lieu et place d'un réseau de bus jugé lent et inefficace. Il est aussi connu sous le nom de Métrocâble de Bagnolet.

### CDG Express
Le projet de nouvelle ligne ferroviaire CDG Express vise à relier directement la gare de l'Est, à Paris à l'aéroport de Paris-Charles-de-Gaulle afin de fournir une alternative aux passagers qui boudent le RER (19 % de part modale) et qui se retrouvent dans des taxis ou des bus bloqués dans les bouchons de l'autoroute A1 ou de l'autoroute A3. La ligne vise en particulier une clientèle d'affaires et les touristes. Gérée par un prestataire privé, son tarif serait élevé et non accessible avec les abonnements franciliens habituels.
Après un premier appel d'offres avorté, le Premier ministre Manuel Valls relance le projet en novembre 2014. En 2018, le gouvernement doit choisir entre deux candidats à l'exploitation de cette ligne et retient le consortium formé par RATP DEv et Keolis qui propose un matériel Alstom. L'infrastructure, doit être réalisée par SNCF Réseau, Aéroports de Paris et le soutien de la Caisse des Dépôts devrait être réalisée pour fin 2023,.
Le 29 mai 2019, Élisabeth Borne, la ministre des transports, annonce un report du CDG Express à fin 2025. Cette décision est justifiée par une volonté de ne pas trop affecter les habitants de la banlieue Nord de Paris avec des travaux très lourds au cours des prochaines années. L'ouverture est prévue en mars 2027.